# Partie immortelle
Pour les articles homonymes, voir Immortelle.
Cet article utilise la notation algébrique pour décrire des coups du jeu d'échecs.

La partie immortelle animée.

La partie immortelle est une célèbre partie d'échecs jouée par Adolf Anderssen et Lionel Kieseritzky le 21 juin 1851. William Hartston l'a jugée « probablement unique dans la littérature échiquéenne ».

## Contexte
L'Exposition universelle de Londres, en 1851, attire plusieurs dizaines de milliers de visiteurs des pays étrangers. Le Britannique Howard Staunton, considéré comme le meilleur joueur d'échecs d'Europe, souhaite se mesurer à l'élite européenne. En conséquence, plusieurs pays envoient leurs meilleurs joueurs au tournoi préparé par les soins de Staunton. Les Allemands désignent Anderssen et Carl Mayet. 
Staunton ne redoute pas Anderssen, alors relativement inconnu en Grande-Bretagne. En demi-finale, tous deux se font face. En cinq parties, Anderssen élimine Staunton sur le score de 4 à 1. Une défaite que Staunton, homme sombre, ne goûte guère, mais qui assoit définitivement la réputation d'Anderssen comme l'un des meilleurs joueurs d'échecs de l'époque.
Quelque temps après avoir gagné le tournoi, Anderssen, le cœur léger, joue des parties libres, c'est-à-dire des parties sans enjeu et impromptues. S'il gagne, tant mieux ; s'il perd, son manque de préparation explique en grande partie le résultat. Dans l'une de ces parties libres, il affronte Lionel Kieseritzky. C'est cette partie qu'Ernst Falkbeer appela, en 1855, « la partie immortelle » dans le magazine autrichien Wiener Schachzeitung.
Selon Alexandre Kotov, cette partie date de « l'aube des échecs modernes », avant la domination du jeu positionnel et il n'est, dans ces conditions, pas si étonnant qu'un maître comme Kieseritzky se soit laissé aller à un appétit de pions et de pièces qui a permis à son adversaire de le mater.

## Partie commentée
Londres, 1851
Gambit du roi
1. e4 e5 2. f4 exf4 3. Fc4 Dh4+ 4. Rf1 b5
C'est Kieseritzky qui a découvert ce coup. Le but est d'écarter le fou du roi de la diagonale a2-g8, tout en préparant une attaque ultérieure de pions.
5. Fxb5 Cf6 6. Cf3 Dh6
Ici, les noirs se trompent. La place de la dame est en h5. Ce coup vient à l'encontre de la suite logique du coup en 5.
7. d3 Ch5 8. Ch4! Dg5 9. Cf5! c6 10. g4 Cf6?!
Les noirs sont maintenant acculés à la défensive. Meilleur pour les noirs aurait été 10...g6!? 11. h4 Df6 avec un jeu tendu.  
11. Tg1!

|   | a | b | c | d | e | f | g | h |   |
| 8 | Tour noire sur case blanche a8 · Cavalier noir sur case noire b8 · Fou noir sur case blanche c8 · Roi noir sur case blanche e8 · Fou noir sur case noire f8 · Tour noire sur case noire h8 · Pion noir sur case noire a7 · Pion noir sur case blanche d7 · Pion noir sur case blanche f7 · Pion noir sur case noire g7 · Pion noir sur case blanche h7 · Pion noir sur case blanche c6 · Cavalier noir sur case noire f6 · Fou blanc sur case blanche b5 · Cavalier blanc sur case blanche f5 · Dame noire sur case noire g5 · Pion blanc sur case blanche e4 · Pion noir sur case noire f4 · Pion blanc sur case blanche g4 · Pion blanc sur case blanche d3 · Pion blanc sur case blanche a2 · Pion blanc sur case noire b2 · Pion blanc sur case blanche c2 · Pion blanc sur case noire h2 · Tour blanche sur case noire a1 · Cavalier blanc sur case blanche b1 · Fou blanc sur case noire c1 · Dame blanche sur case blanche d1 · Roi blanc sur case blanche f1 · Tour blanche sur case noire g1 | Tour noire sur case blanche a8 · Cavalier noir sur case noire b8 · Fou noir sur case blanche c8 · Roi noir sur case blanche e8 · Fou noir sur case noire f8 · Tour noire sur case noire h8 · Pion noir sur case noire a7 · Pion noir sur case blanche d7 · Pion noir sur case blanche f7 · Pion noir sur case noire g7 · Pion noir sur case blanche h7 · Pion noir sur case blanche c6 · Cavalier noir sur case noire f6 · Fou blanc sur case blanche b5 · Cavalier blanc sur case blanche f5 · Dame noire sur case noire g5 · Pion blanc sur case blanche e4 · Pion noir sur case noire f4 · Pion blanc sur case blanche g4 · Pion blanc sur case blanche d3 · Pion blanc sur case blanche a2 · Pion blanc sur case noire b2 · Pion blanc sur case blanche c2 · Pion blanc sur case noire h2 · Tour blanche sur case noire a1 · Cavalier blanc sur case blanche b1 · Fou blanc sur case noire c1 · Dame blanche sur case blanche d1 · Roi blanc sur case blanche f1 · Tour blanche sur case noire g1 | Tour noire sur case blanche a8 · Cavalier noir sur case noire b8 · Fou noir sur case blanche c8 · Roi noir sur case blanche e8 · Fou noir sur case noire f8 · Tour noire sur case noire h8 · Pion noir sur case noire a7 · Pion noir sur case blanche d7 · Pion noir sur case blanche f7 · Pion noir sur case noire g7 · Pion noir sur case blanche h7 · Pion noir sur case blanche c6 · Cavalier noir sur case noire f6 · Fou blanc sur case blanche b5 · Cavalier blanc sur case blanche f5 · Dame noire sur case noire g5 · Pion blanc sur case blanche e4 · Pion noir sur case noire f4 · Pion blanc sur case blanche g4 · Pion blanc sur case blanche d3 · Pion blanc sur case blanche a2 · Pion blanc sur case noire b2 · Pion blanc sur case blanche c2 · Pion blanc sur case noire h2 · Tour blanche sur case noire a1 · Cavalier blanc sur case blanche b1 · Fou blanc sur case noire c1 · Dame blanche sur case blanche d1 · Roi blanc sur case blanche f1 · Tour blanche sur case noire g1 | Tour noire sur case blanche a8 · Cavalier noir sur case noire b8 · Fou noir sur case blanche c8 · Roi noir sur case blanche e8 · Fou noir sur case noire f8 · Tour noire sur case noire h8 · Pion noir sur case noire a7 · Pion noir sur case blanche d7 · Pion noir sur case blanche f7 · Pion noir sur case noire g7 · Pion noir sur case blanche h7 · Pion noir sur case blanche c6 · Cavalier noir sur case noire f6 · Fou blanc sur case blanche b5 · Cavalier blanc sur case blanche f5 · Dame noire sur case noire g5 · Pion blanc sur case blanche e4 · Pion noir sur case noire f4 · Pion blanc sur case blanche g4 · Pion blanc sur case blanche d3 · Pion blanc sur case blanche a2 · Pion blanc sur case noire b2 · Pion blanc sur case blanche c2 · Pion blanc sur case noire h2 · Tour blanche sur case noire a1 · Cavalier blanc sur case blanche b1 · Fou blanc sur case noire c1 · Dame blanche sur case blanche d1 · Roi blanc sur case blanche f1 · Tour blanche sur case noire g1 | Tour noire sur case blanche a8 · Cavalier noir sur case noire b8 · Fou noir sur case blanche c8 · Roi noir sur case blanche e8 · Fou noir sur case noire f8 · Tour noire sur case noire h8 · Pion noir sur case noire a7 · Pion noir sur case blanche d7 · Pion noir sur case blanche f7 · Pion noir sur case noire g7 · Pion noir sur case blanche h7 · Pion noir sur case blanche c6 · Cavalier noir sur case noire f6 · Fou blanc sur case blanche b5 · Cavalier blanc sur case blanche f5 · Dame noire sur case noire g5 · Pion blanc sur case blanche e4 · Pion noir sur case noire f4 · Pion blanc sur case blanche g4 · Pion blanc sur case blanche d3 · Pion blanc sur case blanche a2 · Pion blanc sur case noire b2 · Pion blanc sur case blanche c2 · Pion blanc sur case noire h2 · Tour blanche sur case noire a1 · Cavalier blanc sur case blanche b1 · Fou blanc sur case noire c1 · Dame blanche sur case blanche d1 · Roi blanc sur case blanche f1 · Tour blanche sur case noire g1 | Tour noire sur case blanche a8 · Cavalier noir sur case noire b8 · Fou noir sur case blanche c8 · Roi noir sur case blanche e8 · Fou noir sur case noire f8 · Tour noire sur case noire h8 · Pion noir sur case noire a7 · Pion noir sur case blanche d7 · Pion noir sur case blanche f7 · Pion noir sur case noire g7 · Pion noir sur case blanche h7 · Pion noir sur case blanche c6 · Cavalier noir sur case noire f6 · Fou blanc sur case blanche b5 · Cavalier blanc sur case blanche f5 · Dame noire sur case noire g5 · Pion blanc sur case blanche e4 · Pion noir sur case noire f4 · Pion blanc sur case blanche g4 · Pion blanc sur case blanche d3 · Pion blanc sur case blanche a2 · Pion blanc sur case noire b2 · Pion blanc sur case blanche c2 · Pion blanc sur case noire h2 · Tour blanche sur case noire a1 · Cavalier blanc sur case blanche b1 · Fou blanc sur case noire c1 · Dame blanche sur case blanche d1 · Roi blanc sur case blanche f1 · Tour blanche sur case noire g1 | Tour noire sur case blanche a8 · Cavalier noir sur case noire b8 · Fou noir sur case blanche c8 · Roi noir sur case blanche e8 · Fou noir sur case noire f8 · Tour noire sur case noire h8 · Pion noir sur case noire a7 · Pion noir sur case blanche d7 · Pion noir sur case blanche f7 · Pion noir sur case noire g7 · Pion noir sur case blanche h7 · Pion noir sur case blanche c6 · Cavalier noir sur case noire f6 · Fou blanc sur case blanche b5 · Cavalier blanc sur case blanche f5 · Dame noire sur case noire g5 · Pion blanc sur case blanche e4 · Pion noir sur case noire f4 · Pion blanc sur case blanche g4 · Pion blanc sur case blanche d3 · Pion blanc sur case blanche a2 · Pion blanc sur case noire b2 · Pion blanc sur case blanche c2 · Pion blanc sur case noire h2 · Tour blanche sur case noire a1 · Cavalier blanc sur case blanche b1 · Fou blanc sur case noire c1 · Dame blanche sur case blanche d1 · Roi blanc sur case blanche f1 · Tour blanche sur case noire g1 | Tour noire sur case blanche a8 · Cavalier noir sur case noire b8 · Fou noir sur case blanche c8 · Roi noir sur case blanche e8 · Fou noir sur case noire f8 · Tour noire sur case noire h8 · Pion noir sur case noire a7 · Pion noir sur case blanche d7 · Pion noir sur case blanche f7 · Pion noir sur case noire g7 · Pion noir sur case blanche h7 · Pion noir sur case blanche c6 · Cavalier noir sur case noire f6 · Fou blanc sur case blanche b5 · Cavalier blanc sur case blanche f5 · Dame noire sur case noire g5 · Pion blanc sur case blanche e4 · Pion noir sur case noire f4 · Pion blanc sur case blanche g4 · Pion blanc sur case blanche d3 · Pion blanc sur case blanche a2 · Pion blanc sur case noire b2 · Pion blanc sur case blanche c2 · Pion blanc sur case noire h2 · Tour blanche sur case noire a1 · Cavalier blanc sur case blanche b1 · Fou blanc sur case noire c1 · Dame blanche sur case blanche d1 · Roi blanc sur case blanche f1 · Tour blanche sur case noire g1 | 8 |
| 7 | Tour noire sur case blanche a8 · Cavalier noir sur case noire b8 · Fou noir sur case blanche c8 · Roi noir sur case blanche e8 · Fou noir sur case noire f8 · Tour noire sur case noire h8 · Pion noir sur case noire a7 · Pion noir sur case blanche d7 · Pion noir sur case blanche f7 · Pion noir sur case noire g7 · Pion noir sur case blanche h7 · Pion noir sur case blanche c6 · Cavalier noir sur case noire f6 · Fou blanc sur case blanche b5 · Cavalier blanc sur case blanche f5 · Dame noire sur case noire g5 · Pion blanc sur case blanche e4 · Pion noir sur case noire f4 · Pion blanc sur case blanche g4 · Pion blanc sur case blanche d3 · Pion blanc sur case blanche a2 · Pion blanc sur case noire b2 · Pion blanc sur case blanche c2 · Pion blanc sur case noire h2 · Tour blanche sur case noire a1 · Cavalier blanc sur case blanche b1 · Fou blanc sur case noire c1 · Dame blanche sur case blanche d1 · Roi blanc sur case blanche f1 · Tour blanche sur case noire g1 | Tour noire sur case blanche a8 · Cavalier noir sur case noire b8 · Fou noir sur case blanche c8 · Roi noir sur case blanche e8 · Fou noir sur case noire f8 · Tour noire sur case noire h8 · Pion noir sur case noire a7 · Pion noir sur case blanche d7 · Pion noir sur case blanche f7 · Pion noir sur case noire g7 · Pion noir sur case blanche h7 · Pion noir sur case blanche c6 · Cavalier noir sur case noire f6 · Fou blanc sur case blanche b5 · Cavalier blanc sur case blanche f5 · Dame noire sur case noire g5 · Pion blanc sur case blanche e4 · Pion noir sur case noire f4 · Pion blanc sur case blanche g4 · Pion blanc sur case blanche d3 · Pion blanc sur case blanche a2 · Pion blanc sur case noire b2 · Pion blanc sur case blanche c2 · Pion blanc sur case noire h2 · Tour blanche sur case noire a1 · Cavalier blanc sur case blanche b1 · Fou blanc sur case noire c1 · Dame blanche sur case blanche d1 · Roi blanc sur case blanche f1 · Tour blanche sur case noire g1 | Tour noire sur case blanche a8 · Cavalier noir sur case noire b8 · Fou noir sur case blanche c8 · Roi noir sur case blanche e8 · Fou noir sur case noire f8 · Tour noire sur case noire h8 · Pion noir sur case noire a7 · Pion noir sur case blanche d7 · Pion noir sur case blanche f7 · Pion noir sur case noire g7 · Pion noir sur case blanche h7 · Pion noir sur case blanche c6 · Cavalier noir sur case noire f6 · Fou blanc sur case blanche b5 · Cavalier blanc sur case blanche f5 · Dame noire sur case noire g5 · Pion blanc sur case blanche e4 · Pion noir sur case noire f4 · Pion blanc sur case blanche g4 · Pion blanc sur case blanche d3 · Pion blanc sur case blanche a2 · Pion blanc sur case noire b2 · Pion blanc sur case blanche c2 · Pion blanc sur case noire h2 · Tour blanche sur case noire a1 · Cavalier blanc sur case blanche b1 · Fou blanc sur case noire c1 · Dame blanche sur case blanche d1 · Roi blanc sur case blanche f1 · Tour blanche sur case noire g1 | Tour noire sur case blanche a8 · Cavalier noir sur case noire b8 · Fou noir sur case blanche c8 · Roi noir sur case blanche e8 · Fou noir sur case noire f8 · Tour noire sur case noire h8 · Pion noir sur case noire a7 · Pion noir sur case blanche d7 · Pion noir sur case blanche f7 · Pion noir sur case noire g7 · Pion noir sur case blanche h7 · Pion noir sur case blanche c6 · Cavalier noir sur case noire f6 · Fou blanc sur case blanche b5 · Cavalier blanc sur case blanche f5 · Dame noire sur case noire g5 · Pion blanc sur case blanche e4 · Pion noir sur case noire f4 · Pion blanc sur case blanche g4 · Pion blanc sur case blanche d3 · Pion blanc sur case blanche a2 · Pion blanc sur case noire b2 · Pion blanc sur case blanche c2 · Pion blanc sur case noire h2 · Tour blanche sur case noire a1 · Cavalier blanc sur case blanche b1 · Fou blanc sur case noire c1 · Dame blanche sur case blanche d1 · Roi blanc sur case blanche f1 · Tour blanche sur case noire g1 | Tour noire sur case blanche a8 · Cavalier noir sur case noire b8 · Fou noir sur case blanche c8 · Roi noir sur case blanche e8 · Fou noir sur case noire f8 · Tour noire sur case noire h8 · Pion noir sur case noire a7 · Pion noir sur case blanche d7 · Pion noir sur case blanche f7 · Pion noir sur case noire g7 · Pion noir sur case blanche h7 · Pion noir sur case blanche c6 · Cavalier noir sur case noire f6 · Fou blanc sur case blanche b5 · Cavalier blanc sur case blanche f5 · Dame noire sur case noire g5 · Pion blanc sur case blanche e4 · Pion noir sur case noire f4 · Pion blanc sur case blanche g4 · Pion blanc sur case blanche d3 · Pion blanc sur case blanche a2 · Pion blanc sur case noire b2 · Pion blanc sur case blanche c2 · Pion blanc sur case noire h2 · Tour blanche sur case noire a1 · Cavalier blanc sur case blanche b1 · Fou blanc sur case noire c1 · Dame blanche sur case blanche d1 · Roi blanc sur case blanche f1 · Tour blanche sur case noire g1 | Tour noire sur case blanche a8 · Cavalier noir sur case noire b8 · Fou noir sur case blanche c8 · Roi noir sur case blanche e8 · Fou noir sur case noire f8 · Tour noire sur case noire h8 · Pion noir sur case noire a7 · Pion noir sur case blanche d7 · Pion noir sur case blanche f7 · Pion noir sur case noire g7 · Pion noir sur case blanche h7 · Pion noir sur case blanche c6 · Cavalier noir sur case noire f6 · Fou blanc sur case blanche b5 · Cavalier blanc sur case blanche f5 · Dame noire sur case noire g5 · Pion blanc sur case blanche e4 · Pion noir sur case noire f4 · Pion blanc sur case blanche g4 · Pion blanc sur case blanche d3 · Pion blanc sur case blanche a2 · Pion blanc sur case noire b2 · Pion blanc sur case blanche c2 · Pion blanc sur case noire h2 · Tour blanche sur case noire a1 · Cavalier blanc sur case blanche b1 · Fou blanc sur case noire c1 · Dame blanche sur case blanche d1 · Roi blanc sur case blanche f1 · Tour blanche sur case noire g1 | Tour noire sur case blanche a8 · Cavalier noir sur case noire b8 · Fou noir sur case blanche c8 · Roi noir sur case blanche e8 · Fou noir sur case noire f8 · Tour noire sur case noire h8 · Pion noir sur case noire a7 · Pion noir sur case blanche d7 · Pion noir sur case blanche f7 · Pion noir sur case noire g7 · Pion noir sur case blanche h7 · Pion noir sur case blanche c6 · Cavalier noir sur case noire f6 · Fou blanc sur case blanche b5 · Cavalier blanc sur case blanche f5 · Dame noire sur case noire g5 · Pion blanc sur case blanche e4 · Pion noir sur case noire f4 · Pion blanc sur case blanche g4 · Pion blanc sur case blanche d3 · Pion blanc sur case blanche a2 · Pion blanc sur case noire b2 · Pion blanc sur case blanche c2 · Pion blanc sur case noire h2 · Tour blanche sur case noire a1 · Cavalier blanc sur case blanche b1 · Fou blanc sur case noire c1 · Dame blanche sur case blanche d1 · Roi blanc sur case blanche f1 · Tour blanche sur case noire g1 | Tour noire sur case blanche a8 · Cavalier noir sur case noire b8 · Fou noir sur case blanche c8 · Roi noir sur case blanche e8 · Fou noir sur case noire f8 · Tour noire sur case noire h8 · Pion noir sur case noire a7 · Pion noir sur case blanche d7 · Pion noir sur case blanche f7 · Pion noir sur case noire g7 · Pion noir sur case blanche h7 · Pion noir sur case blanche c6 · Cavalier noir sur case noire f6 · Fou blanc sur case blanche b5 · Cavalier blanc sur case blanche f5 · Dame noire sur case noire g5 · Pion blanc sur case blanche e4 · Pion noir sur case noire f4 · Pion blanc sur case blanche g4 · Pion blanc sur case blanche d3 · Pion blanc sur case blanche a2 · Pion blanc sur case noire b2 · Pion blanc sur case blanche c2 · Pion blanc sur case noire h2 · Tour blanche sur case noire a1 · Cavalier blanc sur case blanche b1 · Fou blanc sur case noire c1 · Dame blanche sur case blanche d1 · Roi blanc sur case blanche f1 · Tour blanche sur case noire g1 | 7 |
| 6 | Tour noire sur case blanche a8 · Cavalier noir sur case noire b8 · Fou noir sur case blanche c8 · Roi noir sur case blanche e8 · Fou noir sur case noire f8 · Tour noire sur case noire h8 · Pion noir sur case noire a7 · Pion noir sur case blanche d7 · Pion noir sur case blanche f7 · Pion noir sur case noire g7 · Pion noir sur case blanche h7 · Pion noir sur case blanche c6 · Cavalier noir sur case noire f6 · Fou blanc sur case blanche b5 · Cavalier blanc sur case blanche f5 · Dame noire sur case noire g5 · Pion blanc sur case blanche e4 · Pion noir sur case noire f4 · Pion blanc sur case blanche g4 · Pion blanc sur case blanche d3 · Pion blanc sur case blanche a2 · Pion blanc sur case noire b2 · Pion blanc sur case blanche c2 · Pion blanc sur case noire h2 · Tour blanche sur case noire a1 · Cavalier blanc sur case blanche b1 · Fou blanc sur case noire c1 · Dame blanche sur case blanche d1 · Roi blanc sur case blanche f1 · Tour blanche sur case noire g1 | Tour noire sur case blanche a8 · Cavalier noir sur case noire b8 · Fou noir sur case blanche c8 · Roi noir sur case blanche e8 · Fou noir sur case noire f8 · Tour noire sur case noire h8 · Pion noir sur case noire a7 · Pion noir sur case blanche d7 · Pion noir sur case blanche f7 · Pion noir sur case noire g7 · Pion noir sur case blanche h7 · Pion noir sur case blanche c6 · Cavalier noir sur case noire f6 · Fou blanc sur case blanche b5 · Cavalier blanc sur case blanche f5 · Dame noire sur case noire g5 · Pion blanc sur case blanche e4 · Pion noir sur case noire f4 · Pion blanc sur case blanche g4 · Pion blanc sur case blanche d3 · Pion blanc sur case blanche a2 · Pion blanc sur case noire b2 · Pion blanc sur case blanche c2 · Pion blanc sur case noire h2 · Tour blanche sur case noire a1 · Cavalier blanc sur case blanche b1 · Fou blanc sur case noire c1 · Dame blanche sur case blanche d1 · Roi blanc sur case blanche f1 · Tour blanche sur case noire g1 | Tour noire sur case blanche a8 · Cavalier noir sur case noire b8 · Fou noir sur case blanche c8 · Roi noir sur case blanche e8 · Fou noir sur case noire f8 · Tour noire sur case noire h8 · Pion noir sur case noire a7 · Pion noir sur case blanche d7 · Pion noir sur case blanche f7 · Pion noir sur case noire g7 · Pion noir sur case blanche h7 · Pion noir sur case blanche c6 · Cavalier noir sur case noire f6 · Fou blanc sur case blanche b5 · Cavalier blanc sur case blanche f5 · Dame noire sur case noire g5 · Pion blanc sur case blanche e4 · Pion noir sur case noire f4 · Pion blanc sur case blanche g4 · Pion blanc sur case blanche d3 · Pion blanc sur case blanche a2 · Pion blanc sur case noire b2 · Pion blanc sur case blanche c2 · Pion blanc sur case noire h2 · Tour blanche sur case noire a1 · Cavalier blanc sur case blanche b1 · Fou blanc sur case noire c1 · Dame blanche sur case blanche d1 · Roi blanc sur case blanche f1 · Tour blanche sur case noire g1 | Tour noire sur case blanche a8 · Cavalier noir sur case noire b8 · Fou noir sur case blanche c8 · Roi noir sur case blanche e8 · Fou noir sur case noire f8 · Tour noire sur case noire h8 · Pion noir sur case noire a7 · Pion noir sur case blanche d7 · Pion noir sur case blanche f7 · Pion noir sur case noire g7 · Pion noir sur case blanche h7 · Pion noir sur case blanche c6 · Cavalier noir sur case noire f6 · Fou blanc sur case blanche b5 · Cavalier blanc sur case blanche f5 · Dame noire sur case noire g5 · Pion blanc sur case blanche e4 · Pion noir sur case noire f4 · Pion blanc sur case blanche g4 · Pion blanc sur case blanche d3 · Pion blanc sur case blanche a2 · Pion blanc sur case noire b2 · Pion blanc sur case blanche c2 · Pion blanc sur case noire h2 · Tour blanche sur case noire a1 · Cavalier blanc sur case blanche b1 · Fou blanc sur case noire c1 · Dame blanche sur case blanche d1 · Roi blanc sur case blanche f1 · Tour blanche sur case noire g1 | Tour noire sur case blanche a8 · Cavalier noir sur case noire b8 · Fou noir sur case blanche c8 · Roi noir sur case blanche e8 · Fou noir sur case noire f8 · Tour noire sur case noire h8 · Pion noir sur case noire a7 · Pion noir sur case blanche d7 · Pion noir sur case blanche f7 · Pion noir sur case noire g7 · Pion noir sur case blanche h7 · Pion noir sur case blanche c6 · Cavalier noir sur case noire f6 · Fou blanc sur case blanche b5 · Cavalier blanc sur case blanche f5 · Dame noire sur case noire g5 · Pion blanc sur case blanche e4 · Pion noir sur case noire f4 · Pion blanc sur case blanche g4 · Pion blanc sur case blanche d3 · Pion blanc sur case blanche a2 · Pion blanc sur case noire b2 · Pion blanc sur case blanche c2 · Pion blanc sur case noire h2 · Tour blanche sur case noire a1 · Cavalier blanc sur case blanche b1 · Fou blanc sur case noire c1 · Dame blanche sur case blanche d1 · Roi blanc sur case blanche f1 · Tour blanche sur case noire g1 | Tour noire sur case blanche a8 · Cavalier noir sur case noire b8 · Fou noir sur case blanche c8 · Roi noir sur case blanche e8 · Fou noir sur case noire f8 · Tour noire sur case noire h8 · Pion noir sur case noire a7 · Pion noir sur case blanche d7 · Pion noir sur case blanche f7 · Pion noir sur case noire g7 · Pion noir sur case blanche h7 · Pion noir sur case blanche c6 · Cavalier noir sur case noire f6 · Fou blanc sur case blanche b5 · Cavalier blanc sur case blanche f5 · Dame noire sur case noire g5 · Pion blanc sur case blanche e4 · Pion noir sur case noire f4 · Pion blanc sur case blanche g4 · Pion blanc sur case blanche d3 · Pion blanc sur case blanche a2 · Pion blanc sur case noire b2 · Pion blanc sur case blanche c2 · Pion blanc sur case noire h2 · Tour blanche sur case noire a1 · Cavalier blanc sur case blanche b1 · Fou blanc sur case noire c1 · Dame blanche sur case blanche d1 · Roi blanc sur case blanche f1 · Tour blanche sur case noire g1 | Tour noire sur case blanche a8 · Cavalier noir sur case noire b8 · Fou noir sur case blanche c8 · Roi noir sur case blanche e8 · Fou noir sur case noire f8 · Tour noire sur case noire h8 · Pion noir sur case noire a7 · Pion noir sur case blanche d7 · Pion noir sur case blanche f7 · Pion noir sur case noire g7 · Pion noir sur case blanche h7 · Pion noir sur case blanche c6 · Cavalier noir sur case noire f6 · Fou blanc sur case blanche b5 · Cavalier blanc sur case blanche f5 · Dame noire sur case noire g5 · Pion blanc sur case blanche e4 · Pion noir sur case noire f4 · Pion blanc sur case blanche g4 · Pion blanc sur case blanche d3 · Pion blanc sur case blanche a2 · Pion blanc sur case noire b2 · Pion blanc sur case blanche c2 · Pion blanc sur case noire h2 · Tour blanche sur case noire a1 · Cavalier blanc sur case blanche b1 · Fou blanc sur case noire c1 · Dame blanche sur case blanche d1 · Roi blanc sur case blanche f1 · Tour blanche sur case noire g1 | Tour noire sur case blanche a8 · Cavalier noir sur case noire b8 · Fou noir sur case blanche c8 · Roi noir sur case blanche e8 · Fou noir sur case noire f8 · Tour noire sur case noire h8 · Pion noir sur case noire a7 · Pion noir sur case blanche d7 · Pion noir sur case blanche f7 · Pion noir sur case noire g7 · Pion noir sur case blanche h7 · Pion noir sur case blanche c6 · Cavalier noir sur case noire f6 · Fou blanc sur case blanche b5 · Cavalier blanc sur case blanche f5 · Dame noire sur case noire g5 · Pion blanc sur case blanche e4 · Pion noir sur case noire f4 · Pion blanc sur case blanche g4 · Pion blanc sur case blanche d3 · Pion blanc sur case blanche a2 · Pion blanc sur case noire b2 · Pion blanc sur case blanche c2 · Pion blanc sur case noire h2 · Tour blanche sur case noire a1 · Cavalier blanc sur case blanche b1 · Fou blanc sur case noire c1 · Dame blanche sur case blanche d1 · Roi blanc sur case blanche f1 · Tour blanche sur case noire g1 | 6 |
| 5 | Tour noire sur case blanche a8 · Cavalier noir sur case noire b8 · Fou noir sur case blanche c8 · Roi noir sur case blanche e8 · Fou noir sur case noire f8 · Tour noire sur case noire h8 · Pion noir sur case noire a7 · Pion noir sur case blanche d7 · Pion noir sur case blanche f7 · Pion noir sur case noire g7 · Pion noir sur case blanche h7 · Pion noir sur case blanche c6 · Cavalier noir sur case noire f6 · Fou blanc sur case blanche b5 · Cavalier blanc sur case blanche f5 · Dame noire sur case noire g5 · Pion blanc sur case blanche e4 · Pion noir sur case noire f4 · Pion blanc sur case blanche g4 · Pion blanc sur case blanche d3 · Pion blanc sur case blanche a2 · Pion blanc sur case noire b2 · Pion blanc sur case blanche c2 · Pion blanc sur case noire h2 · Tour blanche sur case noire a1 · Cavalier blanc sur case blanche b1 · Fou blanc sur case noire c1 · Dame blanche sur case blanche d1 · Roi blanc sur case blanche f1 · Tour blanche sur case noire g1 | Tour noire sur case blanche a8 · Cavalier noir sur case noire b8 · Fou noir sur case blanche c8 · Roi noir sur case blanche e8 · Fou noir sur case noire f8 · Tour noire sur case noire h8 · Pion noir sur case noire a7 · Pion noir sur case blanche d7 · Pion noir sur case blanche f7 · Pion noir sur case noire g7 · Pion noir sur case blanche h7 · Pion noir sur case blanche c6 · Cavalier noir sur case noire f6 · Fou blanc sur case blanche b5 · Cavalier blanc sur case blanche f5 · Dame noire sur case noire g5 · Pion blanc sur case blanche e4 · Pion noir sur case noire f4 · Pion blanc sur case blanche g4 · Pion blanc sur case blanche d3 · Pion blanc sur case blanche a2 · Pion blanc sur case noire b2 · Pion blanc sur case blanche c2 · Pion blanc sur case noire h2 · Tour blanche sur case noire a1 · Cavalier blanc sur case blanche b1 · Fou blanc sur case noire c1 · Dame blanche sur case blanche d1 · Roi blanc sur case blanche f1 · Tour blanche sur case noire g1 | Tour noire sur case blanche a8 · Cavalier noir sur case noire b8 · Fou noir sur case blanche c8 · Roi noir sur case blanche e8 · Fou noir sur case noire f8 · Tour noire sur case noire h8 · Pion noir sur case noire a7 · Pion noir sur case blanche d7 · Pion noir sur case blanche f7 · Pion noir sur case noire g7 · Pion noir sur case blanche h7 · Pion noir sur case blanche c6 · Cavalier noir sur case noire f6 · Fou blanc sur case blanche b5 · Cavalier blanc sur case blanche f5 · Dame noire sur case noire g5 · Pion blanc sur case blanche e4 · Pion noir sur case noire f4 · Pion blanc sur case blanche g4 · Pion blanc sur case blanche d3 · Pion blanc sur case blanche a2 · Pion blanc sur case noire b2 · Pion blanc sur case blanche c2 · Pion blanc sur case noire h2 · Tour blanche sur case noire a1 · Cavalier blanc sur case blanche b1 · Fou blanc sur case noire c1 · Dame blanche sur case blanche d1 · Roi blanc sur case blanche f1 · Tour blanche sur case noire g1 | Tour noire sur case blanche a8 · Cavalier noir sur case noire b8 · Fou noir sur case blanche c8 · Roi noir sur case blanche e8 · Fou noir sur case noire f8 · Tour noire sur case noire h8 · Pion noir sur case noire a7 · Pion noir sur case blanche d7 · Pion noir sur case blanche f7 · Pion noir sur case noire g7 · Pion noir sur case blanche h7 · Pion noir sur case blanche c6 · Cavalier noir sur case noire f6 · Fou blanc sur case blanche b5 · Cavalier blanc sur case blanche f5 · Dame noire sur case noire g5 · Pion blanc sur case blanche e4 · Pion noir sur case noire f4 · Pion blanc sur case blanche g4 · Pion blanc sur case blanche d3 · Pion blanc sur case blanche a2 · Pion blanc sur case noire b2 · Pion blanc sur case blanche c2 · Pion blanc sur case noire h2 · Tour blanche sur case noire a1 · Cavalier blanc sur case blanche b1 · Fou blanc sur case noire c1 · Dame blanche sur case blanche d1 · Roi blanc sur case blanche f1 · Tour blanche sur case noire g1 | Tour noire sur case blanche a8 · Cavalier noir sur case noire b8 · Fou noir sur case blanche c8 · Roi noir sur case blanche e8 · Fou noir sur case noire f8 · Tour noire sur case noire h8 · Pion noir sur case noire a7 · Pion noir sur case blanche d7 · Pion noir sur case blanche f7 · Pion noir sur case noire g7 · Pion noir sur case blanche h7 · Pion noir sur case blanche c6 · Cavalier noir sur case noire f6 · Fou blanc sur case blanche b5 · Cavalier blanc sur case blanche f5 · Dame noire sur case noire g5 · Pion blanc sur case blanche e4 · Pion noir sur case noire f4 · Pion blanc sur case blanche g4 · Pion blanc sur case blanche d3 · Pion blanc sur case blanche a2 · Pion blanc sur case noire b2 · Pion blanc sur case blanche c2 · Pion blanc sur case noire h2 · Tour blanche sur case noire a1 · Cavalier blanc sur case blanche b1 · Fou blanc sur case noire c1 · Dame blanche sur case blanche d1 · Roi blanc sur case blanche f1 · Tour blanche sur case noire g1 | Tour noire sur case blanche a8 · Cavalier noir sur case noire b8 · Fou noir sur case blanche c8 · Roi noir sur case blanche e8 · Fou noir sur case noire f8 · Tour noire sur case noire h8 · Pion noir sur case noire a7 · Pion noir sur case blanche d7 · Pion noir sur case blanche f7 · Pion noir sur case noire g7 · Pion noir sur case blanche h7 · Pion noir sur case blanche c6 · Cavalier noir sur case noire f6 · Fou blanc sur case blanche b5 · Cavalier blanc sur case blanche f5 · Dame noire sur case noire g5 · Pion blanc sur case blanche e4 · Pion noir sur case noire f4 · Pion blanc sur case blanche g4 · Pion blanc sur case blanche d3 · Pion blanc sur case blanche a2 · Pion blanc sur case noire b2 · Pion blanc sur case blanche c2 · Pion blanc sur case noire h2 · Tour blanche sur case noire a1 · Cavalier blanc sur case blanche b1 · Fou blanc sur case noire c1 · Dame blanche sur case blanche d1 · Roi blanc sur case blanche f1 · Tour blanche sur case noire g1 | Tour noire sur case blanche a8 · Cavalier noir sur case noire b8 · Fou noir sur case blanche c8 · Roi noir sur case blanche e8 · Fou noir sur case noire f8 · Tour noire sur case noire h8 · Pion noir sur case noire a7 · Pion noir sur case blanche d7 · Pion noir sur case blanche f7 · Pion noir sur case noire g7 · Pion noir sur case blanche h7 · Pion noir sur case blanche c6 · Cavalier noir sur case noire f6 · Fou blanc sur case blanche b5 · Cavalier blanc sur case blanche f5 · Dame noire sur case noire g5 · Pion blanc sur case blanche e4 · Pion noir sur case noire f4 · Pion blanc sur case blanche g4 · Pion blanc sur case blanche d3 · Pion blanc sur case blanche a2 · Pion blanc sur case noire b2 · Pion blanc sur case blanche c2 · Pion blanc sur case noire h2 · Tour blanche sur case noire a1 · Cavalier blanc sur case blanche b1 · Fou blanc sur case noire c1 · Dame blanche sur case blanche d1 · Roi blanc sur case blanche f1 · Tour blanche sur case noire g1 | Tour noire sur case blanche a8 · Cavalier noir sur case noire b8 · Fou noir sur case blanche c8 · Roi noir sur case blanche e8 · Fou noir sur case noire f8 · Tour noire sur case noire h8 · Pion noir sur case noire a7 · Pion noir sur case blanche d7 · Pion noir sur case blanche f7 · Pion noir sur case noire g7 · Pion noir sur case blanche h7 · Pion noir sur case blanche c6 · Cavalier noir sur case noire f6 · Fou blanc sur case blanche b5 · Cavalier blanc sur case blanche f5 · Dame noire sur case noire g5 · Pion blanc sur case blanche e4 · Pion noir sur case noire f4 · Pion blanc sur case blanche g4 · Pion blanc sur case blanche d3 · Pion blanc sur case blanche a2 · Pion blanc sur case noire b2 · Pion blanc sur case blanche c2 · Pion blanc sur case noire h2 · Tour blanche sur case noire a1 · Cavalier blanc sur case blanche b1 · Fou blanc sur case noire c1 · Dame blanche sur case blanche d1 · Roi blanc sur case blanche f1 · Tour blanche sur case noire g1 | 5 |
| 4 | Tour noire sur case blanche a8 · Cavalier noir sur case noire b8 · Fou noir sur case blanche c8 · Roi noir sur case blanche e8 · Fou noir sur case noire f8 · Tour noire sur case noire h8 · Pion noir sur case noire a7 · Pion noir sur case blanche d7 · Pion noir sur case blanche f7 · Pion noir sur case noire g7 · Pion noir sur case blanche h7 · Pion noir sur case blanche c6 · Cavalier noir sur case noire f6 · Fou blanc sur case blanche b5 · Cavalier blanc sur case blanche f5 · Dame noire sur case noire g5 · Pion blanc sur case blanche e4 · Pion noir sur case noire f4 · Pion blanc sur case blanche g4 · Pion blanc sur case blanche d3 · Pion blanc sur case blanche a2 · Pion blanc sur case noire b2 · Pion blanc sur case blanche c2 · Pion blanc sur case noire h2 · Tour blanche sur case noire a1 · Cavalier blanc sur case blanche b1 · Fou blanc sur case noire c1 · Dame blanche sur case blanche d1 · Roi blanc sur case blanche f1 · Tour blanche sur case noire g1 | Tour noire sur case blanche a8 · Cavalier noir sur case noire b8 · Fou noir sur case blanche c8 · Roi noir sur case blanche e8 · Fou noir sur case noire f8 · Tour noire sur case noire h8 · Pion noir sur case noire a7 · Pion noir sur case blanche d7 · Pion noir sur case blanche f7 · Pion noir sur case noire g7 · Pion noir sur case blanche h7 · Pion noir sur case blanche c6 · Cavalier noir sur case noire f6 · Fou blanc sur case blanche b5 · Cavalier blanc sur case blanche f5 · Dame noire sur case noire g5 · Pion blanc sur case blanche e4 · Pion noir sur case noire f4 · Pion blanc sur case blanche g4 · Pion blanc sur case blanche d3 · Pion blanc sur case blanche a2 · Pion blanc sur case noire b2 · Pion blanc sur case blanche c2 · Pion blanc sur case noire h2 · Tour blanche sur case noire a1 · Cavalier blanc sur case blanche b1 · Fou blanc sur case noire c1 · Dame blanche sur case blanche d1 · Roi blanc sur case blanche f1 · Tour blanche sur case noire g1 | Tour noire sur case blanche a8 · Cavalier noir sur case noire b8 · Fou noir sur case blanche c8 · Roi noir sur case blanche e8 · Fou noir sur case noire f8 · Tour noire sur case noire h8 · Pion noir sur case noire a7 · Pion noir sur case blanche d7 · Pion noir sur case blanche f7 · Pion noir sur case noire g7 · Pion noir sur case blanche h7 · Pion noir sur case blanche c6 · Cavalier noir sur case noire f6 · Fou blanc sur case blanche b5 · Cavalier blanc sur case blanche f5 · Dame noire sur case noire g5 · Pion blanc sur case blanche e4 · Pion noir sur case noire f4 · Pion blanc sur case blanche g4 · Pion blanc sur case blanche d3 · Pion blanc sur case blanche a2 · Pion blanc sur case noire b2 · Pion blanc sur case blanche c2 · Pion blanc sur case noire h2 · Tour blanche sur case noire a1 · Cavalier blanc sur case blanche b1 · Fou blanc sur case noire c1 · Dame blanche sur case blanche d1 · Roi blanc sur case blanche f1 · Tour blanche sur case noire g1 | Tour noire sur case blanche a8 · Cavalier noir sur case noire b8 · Fou noir sur case blanche c8 · Roi noir sur case blanche e8 · Fou noir sur case noire f8 · Tour noire sur case noire h8 · Pion noir sur case noire a7 · Pion noir sur case blanche d7 · Pion noir sur case blanche f7 · Pion noir sur case noire g7 · Pion noir sur case blanche h7 · Pion noir sur case blanche c6 · Cavalier noir sur case noire f6 · Fou blanc sur case blanche b5 · Cavalier blanc sur case blanche f5 · Dame noire sur case noire g5 · Pion blanc sur case blanche e4 · Pion noir sur case noire f4 · Pion blanc sur case blanche g4 · Pion blanc sur case blanche d3 · Pion blanc sur case blanche a2 · Pion blanc sur case noire b2 · Pion blanc sur case blanche c2 · Pion blanc sur case noire h2 · Tour blanche sur case noire a1 · Cavalier blanc sur case blanche b1 · Fou blanc sur case noire c1 · Dame blanche sur case blanche d1 · Roi blanc sur case blanche f1 · Tour blanche sur case noire g1 | Tour noire sur case blanche a8 · Cavalier noir sur case noire b8 · Fou noir sur case blanche c8 · Roi noir sur case blanche e8 · Fou noir sur case noire f8 · Tour noire sur case noire h8 · Pion noir sur case noire a7 · Pion noir sur case blanche d7 · Pion noir sur case blanche f7 · Pion noir sur case noire g7 · Pion noir sur case blanche h7 · Pion noir sur case blanche c6 · Cavalier noir sur case noire f6 · Fou blanc sur case blanche b5 · Cavalier blanc sur case blanche f5 · Dame noire sur case noire g5 · Pion blanc sur case blanche e4 · Pion noir sur case noire f4 · Pion blanc sur case blanche g4 · Pion blanc sur case blanche d3 · Pion blanc sur case blanche a2 · Pion blanc sur case noire b2 · Pion blanc sur case blanche c2 · Pion blanc sur case noire h2 · Tour blanche sur case noire a1 · Cavalier blanc sur case blanche b1 · Fou blanc sur case noire c1 · Dame blanche sur case blanche d1 · Roi blanc sur case blanche f1 · Tour blanche sur case noire g1 | Tour noire sur case blanche a8 · Cavalier noir sur case noire b8 · Fou noir sur case blanche c8 · Roi noir sur case blanche e8 · Fou noir sur case noire f8 · Tour noire sur case noire h8 · Pion noir sur case noire a7 · Pion noir sur case blanche d7 · Pion noir sur case blanche f7 · Pion noir sur case noire g7 · Pion noir sur case blanche h7 · Pion noir sur case blanche c6 · Cavalier noir sur case noire f6 · Fou blanc sur case blanche b5 · Cavalier blanc sur case blanche f5 · Dame noire sur case noire g5 · Pion blanc sur case blanche e4 · Pion noir sur case noire f4 · Pion blanc sur case blanche g4 · Pion blanc sur case blanche d3 · Pion blanc sur case blanche a2 · Pion blanc sur case noire b2 · Pion blanc sur case blanche c2 · Pion blanc sur case noire h2 · Tour blanche sur case noire a1 · Cavalier blanc sur case blanche b1 · Fou blanc sur case noire c1 · Dame blanche sur case blanche d1 · Roi blanc sur case blanche f1 · Tour blanche sur case noire g1 | Tour noire sur case blanche a8 · Cavalier noir sur case noire b8 · Fou noir sur case blanche c8 · Roi noir sur case blanche e8 · Fou noir sur case noire f8 · Tour noire sur case noire h8 · Pion noir sur case noire a7 · Pion noir sur case blanche d7 · Pion noir sur case blanche f7 · Pion noir sur case noire g7 · Pion noir sur case blanche h7 · Pion noir sur case blanche c6 · Cavalier noir sur case noire f6 · Fou blanc sur case blanche b5 · Cavalier blanc sur case blanche f5 · Dame noire sur case noire g5 · Pion blanc sur case blanche e4 · Pion noir sur case noire f4 · Pion blanc sur case blanche g4 · Pion blanc sur case blanche d3 · Pion blanc sur case blanche a2 · Pion blanc sur case noire b2 · Pion blanc sur case blanche c2 · Pion blanc sur case noire h2 · Tour blanche sur case noire a1 · Cavalier blanc sur case blanche b1 · Fou blanc sur case noire c1 · Dame blanche sur case blanche d1 · Roi blanc sur case blanche f1 · Tour blanche sur case noire g1 | Tour noire sur case blanche a8 · Cavalier noir sur case noire b8 · Fou noir sur case blanche c8 · Roi noir sur case blanche e8 · Fou noir sur case noire f8 · Tour noire sur case noire h8 · Pion noir sur case noire a7 · Pion noir sur case blanche d7 · Pion noir sur case blanche f7 · Pion noir sur case noire g7 · Pion noir sur case blanche h7 · Pion noir sur case blanche c6 · Cavalier noir sur case noire f6 · Fou blanc sur case blanche b5 · Cavalier blanc sur case blanche f5 · Dame noire sur case noire g5 · Pion blanc sur case blanche e4 · Pion noir sur case noire f4 · Pion blanc sur case blanche g4 · Pion blanc sur case blanche d3 · Pion blanc sur case blanche a2 · Pion blanc sur case noire b2 · Pion blanc sur case blanche c2 · Pion blanc sur case noire h2 · Tour blanche sur case noire a1 · Cavalier blanc sur case blanche b1 · Fou blanc sur case noire c1 · Dame blanche sur case blanche d1 · Roi blanc sur case blanche f1 · Tour blanche sur case noire g1 | 4 |
| 3 | Tour noire sur case blanche a8 · Cavalier noir sur case noire b8 · Fou noir sur case blanche c8 · Roi noir sur case blanche e8 · Fou noir sur case noire f8 · Tour noire sur case noire h8 · Pion noir sur case noire a7 · Pion noir sur case blanche d7 · Pion noir sur case blanche f7 · Pion noir sur case noire g7 · Pion noir sur case blanche h7 · Pion noir sur case blanche c6 · Cavalier noir sur case noire f6 · Fou blanc sur case blanche b5 · Cavalier blanc sur case blanche f5 · Dame noire sur case noire g5 · Pion blanc sur case blanche e4 · Pion noir sur case noire f4 · Pion blanc sur case blanche g4 · Pion blanc sur case blanche d3 · Pion blanc sur case blanche a2 · Pion blanc sur case noire b2 · Pion blanc sur case blanche c2 · Pion blanc sur case noire h2 · Tour blanche sur case noire a1 · Cavalier blanc sur case blanche b1 · Fou blanc sur case noire c1 · Dame blanche sur case blanche d1 · Roi blanc sur case blanche f1 · Tour blanche sur case noire g1 | Tour noire sur case blanche a8 · Cavalier noir sur case noire b8 · Fou noir sur case blanche c8 · Roi noir sur case blanche e8 · Fou noir sur case noire f8 · Tour noire sur case noire h8 · Pion noir sur case noire a7 · Pion noir sur case blanche d7 · Pion noir sur case blanche f7 · Pion noir sur case noire g7 · Pion noir sur case blanche h7 · Pion noir sur case blanche c6 · Cavalier noir sur case noire f6 · Fou blanc sur case blanche b5 · Cavalier blanc sur case blanche f5 · Dame noire sur case noire g5 · Pion blanc sur case blanche e4 · Pion noir sur case noire f4 · Pion blanc sur case blanche g4 · Pion blanc sur case blanche d3 · Pion blanc sur case blanche a2 · Pion blanc sur case noire b2 · Pion blanc sur case blanche c2 · Pion blanc sur case noire h2 · Tour blanche sur case noire a1 · Cavalier blanc sur case blanche b1 · Fou blanc sur case noire c1 · Dame blanche sur case blanche d1 · Roi blanc sur case blanche f1 · Tour blanche sur case noire g1 | Tour noire sur case blanche a8 · Cavalier noir sur case noire b8 · Fou noir sur case blanche c8 · Roi noir sur case blanche e8 · Fou noir sur case noire f8 · Tour noire sur case noire h8 · Pion noir sur case noire a7 · Pion noir sur case blanche d7 · Pion noir sur case blanche f7 · Pion noir sur case noire g7 · Pion noir sur case blanche h7 · Pion noir sur case blanche c6 · Cavalier noir sur case noire f6 · Fou blanc sur case blanche b5 · Cavalier blanc sur case blanche f5 · Dame noire sur case noire g5 · Pion blanc sur case blanche e4 · Pion noir sur case noire f4 · Pion blanc sur case blanche g4 · Pion blanc sur case blanche d3 · Pion blanc sur case blanche a2 · Pion blanc sur case noire b2 · Pion blanc sur case blanche c2 · Pion blanc sur case noire h2 · Tour blanche sur case noire a1 · Cavalier blanc sur case blanche b1 · Fou blanc sur case noire c1 · Dame blanche sur case blanche d1 · Roi blanc sur case blanche f1 · Tour blanche sur case noire g1 | Tour noire sur case blanche a8 · Cavalier noir sur case noire b8 · Fou noir sur case blanche c8 · Roi noir sur case blanche e8 · Fou noir sur case noire f8 · Tour noire sur case noire h8 · Pion noir sur case noire a7 · Pion noir sur case blanche d7 · Pion noir sur case blanche f7 · Pion noir sur case noire g7 · Pion noir sur case blanche h7 · Pion noir sur case blanche c6 · Cavalier noir sur case noire f6 · Fou blanc sur case blanche b5 · Cavalier blanc sur case blanche f5 · Dame noire sur case noire g5 · Pion blanc sur case blanche e4 · Pion noir sur case noire f4 · Pion blanc sur case blanche g4 · Pion blanc sur case blanche d3 · Pion blanc sur case blanche a2 · Pion blanc sur case noire b2 · Pion blanc sur case blanche c2 · Pion blanc sur case noire h2 · Tour blanche sur case noire a1 · Cavalier blanc sur case blanche b1 · Fou blanc sur case noire c1 · Dame blanche sur case blanche d1 · Roi blanc sur case blanche f1 · Tour blanche sur case noire g1 | Tour noire sur case blanche a8 · Cavalier noir sur case noire b8 · Fou noir sur case blanche c8 · Roi noir sur case blanche e8 · Fou noir sur case noire f8 · Tour noire sur case noire h8 · Pion noir sur case noire a7 · Pion noir sur case blanche d7 · Pion noir sur case blanche f7 · Pion noir sur case noire g7 · Pion noir sur case blanche h7 · Pion noir sur case blanche c6 · Cavalier noir sur case noire f6 · Fou blanc sur case blanche b5 · Cavalier blanc sur case blanche f5 · Dame noire sur case noire g5 · Pion blanc sur case blanche e4 · Pion noir sur case noire f4 · Pion blanc sur case blanche g4 · Pion blanc sur case blanche d3 · Pion blanc sur case blanche a2 · Pion blanc sur case noire b2 · Pion blanc sur case blanche c2 · Pion blanc sur case noire h2 · Tour blanche sur case noire a1 · Cavalier blanc sur case blanche b1 · Fou blanc sur case noire c1 · Dame blanche sur case blanche d1 · Roi blanc sur case blanche f1 · Tour blanche sur case noire g1 | Tour noire sur case blanche a8 · Cavalier noir sur case noire b8 · Fou noir sur case blanche c8 · Roi noir sur case blanche e8 · Fou noir sur case noire f8 · Tour noire sur case noire h8 · Pion noir sur case noire a7 · Pion noir sur case blanche d7 · Pion noir sur case blanche f7 · Pion noir sur case noire g7 · Pion noir sur case blanche h7 · Pion noir sur case blanche c6 · Cavalier noir sur case noire f6 · Fou blanc sur case blanche b5 · Cavalier blanc sur case blanche f5 · Dame noire sur case noire g5 · Pion blanc sur case blanche e4 · Pion noir sur case noire f4 · Pion blanc sur case blanche g4 · Pion blanc sur case blanche d3 · Pion blanc sur case blanche a2 · Pion blanc sur case noire b2 · Pion blanc sur case blanche c2 · Pion blanc sur case noire h2 · Tour blanche sur case noire a1 · Cavalier blanc sur case blanche b1 · Fou blanc sur case noire c1 · Dame blanche sur case blanche d1 · Roi blanc sur case blanche f1 · Tour blanche sur case noire g1 | Tour noire sur case blanche a8 · Cavalier noir sur case noire b8 · Fou noir sur case blanche c8 · Roi noir sur case blanche e8 · Fou noir sur case noire f8 · Tour noire sur case noire h8 · Pion noir sur case noire a7 · Pion noir sur case blanche d7 · Pion noir sur case blanche f7 · Pion noir sur case noire g7 · Pion noir sur case blanche h7 · Pion noir sur case blanche c6 · Cavalier noir sur case noire f6 · Fou blanc sur case blanche b5 · Cavalier blanc sur case blanche f5 · Dame noire sur case noire g5 · Pion blanc sur case blanche e4 · Pion noir sur case noire f4 · Pion blanc sur case blanche g4 · Pion blanc sur case blanche d3 · Pion blanc sur case blanche a2 · Pion blanc sur case noire b2 · Pion blanc sur case blanche c2 · Pion blanc sur case noire h2 · Tour blanche sur case noire a1 · Cavalier blanc sur case blanche b1 · Fou blanc sur case noire c1 · Dame blanche sur case blanche d1 · Roi blanc sur case blanche f1 · Tour blanche sur case noire g1 | Tour noire sur case blanche a8 · Cavalier noir sur case noire b8 · Fou noir sur case blanche c8 · Roi noir sur case blanche e8 · Fou noir sur case noire f8 · Tour noire sur case noire h8 · Pion noir sur case noire a7 · Pion noir sur case blanche d7 · Pion noir sur case blanche f7 · Pion noir sur case noire g7 · Pion noir sur case blanche h7 · Pion noir sur case blanche c6 · Cavalier noir sur case noire f6 · Fou blanc sur case blanche b5 · Cavalier blanc sur case blanche f5 · Dame noire sur case noire g5 · Pion blanc sur case blanche e4 · Pion noir sur case noire f4 · Pion blanc sur case blanche g4 · Pion blanc sur case blanche d3 · Pion blanc sur case blanche a2 · Pion blanc sur case noire b2 · Pion blanc sur case blanche c2 · Pion blanc sur case noire h2 · Tour blanche sur case noire a1 · Cavalier blanc sur case blanche b1 · Fou blanc sur case noire c1 · Dame blanche sur case blanche d1 · Roi blanc sur case blanche f1 · Tour blanche sur case noire g1 | 3 |
| 2 | Tour noire sur case blanche a8 · Cavalier noir sur case noire b8 · Fou noir sur case blanche c8 · Roi noir sur case blanche e8 · Fou noir sur case noire f8 · Tour noire sur case noire h8 · Pion noir sur case noire a7 · Pion noir sur case blanche d7 · Pion noir sur case blanche f7 · Pion noir sur case noire g7 · Pion noir sur case blanche h7 · Pion noir sur case blanche c6 · Cavalier noir sur case noire f6 · Fou blanc sur case blanche b5 · Cavalier blanc sur case blanche f5 · Dame noire sur case noire g5 · Pion blanc sur case blanche e4 · Pion noir sur case noire f4 · Pion blanc sur case blanche g4 · Pion blanc sur case blanche d3 · Pion blanc sur case blanche a2 · Pion blanc sur case noire b2 · Pion blanc sur case blanche c2 · Pion blanc sur case noire h2 · Tour blanche sur case noire a1 · Cavalier blanc sur case blanche b1 · Fou blanc sur case noire c1 · Dame blanche sur case blanche d1 · Roi blanc sur case blanche f1 · Tour blanche sur case noire g1 | Tour noire sur case blanche a8 · Cavalier noir sur case noire b8 · Fou noir sur case blanche c8 · Roi noir sur case blanche e8 · Fou noir sur case noire f8 · Tour noire sur case noire h8 · Pion noir sur case noire a7 · Pion noir sur case blanche d7 · Pion noir sur case blanche f7 · Pion noir sur case noire g7 · Pion noir sur case blanche h7 · Pion noir sur case blanche c6 · Cavalier noir sur case noire f6 · Fou blanc sur case blanche b5 · Cavalier blanc sur case blanche f5 · Dame noire sur case noire g5 · Pion blanc sur case blanche e4 · Pion noir sur case noire f4 · Pion blanc sur case blanche g4 · Pion blanc sur case blanche d3 · Pion blanc sur case blanche a2 · Pion blanc sur case noire b2 · Pion blanc sur case blanche c2 · Pion blanc sur case noire h2 · Tour blanche sur case noire a1 · Cavalier blanc sur case blanche b1 · Fou blanc sur case noire c1 · Dame blanche sur case blanche d1 · Roi blanc sur case blanche f1 · Tour blanche sur case noire g1 | Tour noire sur case blanche a8 · Cavalier noir sur case noire b8 · Fou noir sur case blanche c8 · Roi noir sur case blanche e8 · Fou noir sur case noire f8 · Tour noire sur case noire h8 · Pion noir sur case noire a7 · Pion noir sur case blanche d7 · Pion noir sur case blanche f7 · Pion noir sur case noire g7 · Pion noir sur case blanche h7 · Pion noir sur case blanche c6 · Cavalier noir sur case noire f6 · Fou blanc sur case blanche b5 · Cavalier blanc sur case blanche f5 · Dame noire sur case noire g5 · Pion blanc sur case blanche e4 · Pion noir sur case noire f4 · Pion blanc sur case blanche g4 · Pion blanc sur case blanche d3 · Pion blanc sur case blanche a2 · Pion blanc sur case noire b2 · Pion blanc sur case blanche c2 · Pion blanc sur case noire h2 · Tour blanche sur case noire a1 · Cavalier blanc sur case blanche b1 · Fou blanc sur case noire c1 · Dame blanche sur case blanche d1 · Roi blanc sur case blanche f1 · Tour blanche sur case noire g1 | Tour noire sur case blanche a8 · Cavalier noir sur case noire b8 · Fou noir sur case blanche c8 · Roi noir sur case blanche e8 · Fou noir sur case noire f8 · Tour noire sur case noire h8 · Pion noir sur case noire a7 · Pion noir sur case blanche d7 · Pion noir sur case blanche f7 · Pion noir sur case noire g7 · Pion noir sur case blanche h7 · Pion noir sur case blanche c6 · Cavalier noir sur case noire f6 · Fou blanc sur case blanche b5 · Cavalier blanc sur case blanche f5 · Dame noire sur case noire g5 · Pion blanc sur case blanche e4 · Pion noir sur case noire f4 · Pion blanc sur case blanche g4 · Pion blanc sur case blanche d3 · Pion blanc sur case blanche a2 · Pion blanc sur case noire b2 · Pion blanc sur case blanche c2 · Pion blanc sur case noire h2 · Tour blanche sur case noire a1 · Cavalier blanc sur case blanche b1 · Fou blanc sur case noire c1 · Dame blanche sur case blanche d1 · Roi blanc sur case blanche f1 · Tour blanche sur case noire g1 | Tour noire sur case blanche a8 · Cavalier noir sur case noire b8 · Fou noir sur case blanche c8 · Roi noir sur case blanche e8 · Fou noir sur case noire f8 · Tour noire sur case noire h8 · Pion noir sur case noire a7 · Pion noir sur case blanche d7 · Pion noir sur case blanche f7 · Pion noir sur case noire g7 · Pion noir sur case blanche h7 · Pion noir sur case blanche c6 · Cavalier noir sur case noire f6 · Fou blanc sur case blanche b5 · Cavalier blanc sur case blanche f5 · Dame noire sur case noire g5 · Pion blanc sur case blanche e4 · Pion noir sur case noire f4 · Pion blanc sur case blanche g4 · Pion blanc sur case blanche d3 · Pion blanc sur case blanche a2 · Pion blanc sur case noire b2 · Pion blanc sur case blanche c2 · Pion blanc sur case noire h2 · Tour blanche sur case noire a1 · Cavalier blanc sur case blanche b1 · Fou blanc sur case noire c1 · Dame blanche sur case blanche d1 · Roi blanc sur case blanche f1 · Tour blanche sur case noire g1 | Tour noire sur case blanche a8 · Cavalier noir sur case noire b8 · Fou noir sur case blanche c8 · Roi noir sur case blanche e8 · Fou noir sur case noire f8 · Tour noire sur case noire h8 · Pion noir sur case noire a7 · Pion noir sur case blanche d7 · Pion noir sur case blanche f7 · Pion noir sur case noire g7 · Pion noir sur case blanche h7 · Pion noir sur case blanche c6 · Cavalier noir sur case noire f6 · Fou blanc sur case blanche b5 · Cavalier blanc sur case blanche f5 · Dame noire sur case noire g5 · Pion blanc sur case blanche e4 · Pion noir sur case noire f4 · Pion blanc sur case blanche g4 · Pion blanc sur case blanche d3 · Pion blanc sur case blanche a2 · Pion blanc sur case noire b2 · Pion blanc sur case blanche c2 · Pion blanc sur case noire h2 · Tour blanche sur case noire a1 · Cavalier blanc sur case blanche b1 · Fou blanc sur case noire c1 · Dame blanche sur case blanche d1 · Roi blanc sur case blanche f1 · Tour blanche sur case noire g1 | Tour noire sur case blanche a8 · Cavalier noir sur case noire b8 · Fou noir sur case blanche c8 · Roi noir sur case blanche e8 · Fou noir sur case noire f8 · Tour noire sur case noire h8 · Pion noir sur case noire a7 · Pion noir sur case blanche d7 · Pion noir sur case blanche f7 · Pion noir sur case noire g7 · Pion noir sur case blanche h7 · Pion noir sur case blanche c6 · Cavalier noir sur case noire f6 · Fou blanc sur case blanche b5 · Cavalier blanc sur case blanche f5 · Dame noire sur case noire g5 · Pion blanc sur case blanche e4 · Pion noir sur case noire f4 · Pion blanc sur case blanche g4 · Pion blanc sur case blanche d3 · Pion blanc sur case blanche a2 · Pion blanc sur case noire b2 · Pion blanc sur case blanche c2 · Pion blanc sur case noire h2 · Tour blanche sur case noire a1 · Cavalier blanc sur case blanche b1 · Fou blanc sur case noire c1 · Dame blanche sur case blanche d1 · Roi blanc sur case blanche f1 · Tour blanche sur case noire g1 | Tour noire sur case blanche a8 · Cavalier noir sur case noire b8 · Fou noir sur case blanche c8 · Roi noir sur case blanche e8 · Fou noir sur case noire f8 · Tour noire sur case noire h8 · Pion noir sur case noire a7 · Pion noir sur case blanche d7 · Pion noir sur case blanche f7 · Pion noir sur case noire g7 · Pion noir sur case blanche h7 · Pion noir sur case blanche c6 · Cavalier noir sur case noire f6 · Fou blanc sur case blanche b5 · Cavalier blanc sur case blanche f5 · Dame noire sur case noire g5 · Pion blanc sur case blanche e4 · Pion noir sur case noire f4 · Pion blanc sur case blanche g4 · Pion blanc sur case blanche d3 · Pion blanc sur case blanche a2 · Pion blanc sur case noire b2 · Pion blanc sur case blanche c2 · Pion blanc sur case noire h2 · Tour blanche sur case noire a1 · Cavalier blanc sur case blanche b1 · Fou blanc sur case noire c1 · Dame blanche sur case blanche d1 · Roi blanc sur case blanche f1 · Tour blanche sur case noire g1 | 2 |
| 1 | Tour noire sur case blanche a8 · Cavalier noir sur case noire b8 · Fou noir sur case blanche c8 · Roi noir sur case blanche e8 · Fou noir sur case noire f8 · Tour noire sur case noire h8 · Pion noir sur case noire a7 · Pion noir sur case blanche d7 · Pion noir sur case blanche f7 · Pion noir sur case noire g7 · Pion noir sur case blanche h7 · Pion noir sur case blanche c6 · Cavalier noir sur case noire f6 · Fou blanc sur case blanche b5 · Cavalier blanc sur case blanche f5 · Dame noire sur case noire g5 · Pion blanc sur case blanche e4 · Pion noir sur case noire f4 · Pion blanc sur case blanche g4 · Pion blanc sur case blanche d3 · Pion blanc sur case blanche a2 · Pion blanc sur case noire b2 · Pion blanc sur case blanche c2 · Pion blanc sur case noire h2 · Tour blanche sur case noire a1 · Cavalier blanc sur case blanche b1 · Fou blanc sur case noire c1 · Dame blanche sur case blanche d1 · Roi blanc sur case blanche f1 · Tour blanche sur case noire g1 | Tour noire sur case blanche a8 · Cavalier noir sur case noire b8 · Fou noir sur case blanche c8 · Roi noir sur case blanche e8 · Fou noir sur case noire f8 · Tour noire sur case noire h8 · Pion noir sur case noire a7 · Pion noir sur case blanche d7 · Pion noir sur case blanche f7 · Pion noir sur case noire g7 · Pion noir sur case blanche h7 · Pion noir sur case blanche c6 · Cavalier noir sur case noire f6 · Fou blanc sur case blanche b5 · Cavalier blanc sur case blanche f5 · Dame noire sur case noire g5 · Pion blanc sur case blanche e4 · Pion noir sur case noire f4 · Pion blanc sur case blanche g4 · Pion blanc sur case blanche d3 · Pion blanc sur case blanche a2 · Pion blanc sur case noire b2 · Pion blanc sur case blanche c2 · Pion blanc sur case noire h2 · Tour blanche sur case noire a1 · Cavalier blanc sur case blanche b1 · Fou blanc sur case noire c1 · Dame blanche sur case blanche d1 · Roi blanc sur case blanche f1 · Tour blanche sur case noire g1 | Tour noire sur case blanche a8 · Cavalier noir sur case noire b8 · Fou noir sur case blanche c8 · Roi noir sur case blanche e8 · Fou noir sur case noire f8 · Tour noire sur case noire h8 · Pion noir sur case noire a7 · Pion noir sur case blanche d7 · Pion noir sur case blanche f7 · Pion noir sur case noire g7 · Pion noir sur case blanche h7 · Pion noir sur case blanche c6 · Cavalier noir sur case noire f6 · Fou blanc sur case blanche b5 · Cavalier blanc sur case blanche f5 · Dame noire sur case noire g5 · Pion blanc sur case blanche e4 · Pion noir sur case noire f4 · Pion blanc sur case blanche g4 · Pion blanc sur case blanche d3 · Pion blanc sur case blanche a2 · Pion blanc sur case noire b2 · Pion blanc sur case blanche c2 · Pion blanc sur case noire h2 · Tour blanche sur case noire a1 · Cavalier blanc sur case blanche b1 · Fou blanc sur case noire c1 · Dame blanche sur case blanche d1 · Roi blanc sur case blanche f1 · Tour blanche sur case noire g1 | Tour noire sur case blanche a8 · Cavalier noir sur case noire b8 · Fou noir sur case blanche c8 · Roi noir sur case blanche e8 · Fou noir sur case noire f8 · Tour noire sur case noire h8 · Pion noir sur case noire a7 · Pion noir sur case blanche d7 · Pion noir sur case blanche f7 · Pion noir sur case noire g7 · Pion noir sur case blanche h7 · Pion noir sur case blanche c6 · Cavalier noir sur case noire f6 · Fou blanc sur case blanche b5 · Cavalier blanc sur case blanche f5 · Dame noire sur case noire g5 · Pion blanc sur case blanche e4 · Pion noir sur case noire f4 · Pion blanc sur case blanche g4 · Pion blanc sur case blanche d3 · Pion blanc sur case blanche a2 · Pion blanc sur case noire b2 · Pion blanc sur case blanche c2 · Pion blanc sur case noire h2 · Tour blanche sur case noire a1 · Cavalier blanc sur case blanche b1 · Fou blanc sur case noire c1 · Dame blanche sur case blanche d1 · Roi blanc sur case blanche f1 · Tour blanche sur case noire g1 | Tour noire sur case blanche a8 · Cavalier noir sur case noire b8 · Fou noir sur case blanche c8 · Roi noir sur case blanche e8 · Fou noir sur case noire f8 · Tour noire sur case noire h8 · Pion noir sur case noire a7 · Pion noir sur case blanche d7 · Pion noir sur case blanche f7 · Pion noir sur case noire g7 · Pion noir sur case blanche h7 · Pion noir sur case blanche c6 · Cavalier noir sur case noire f6 · Fou blanc sur case blanche b5 · Cavalier blanc sur case blanche f5 · Dame noire sur case noire g5 · Pion blanc sur case blanche e4 · Pion noir sur case noire f4 · Pion blanc sur case blanche g4 · Pion blanc sur case blanche d3 · Pion blanc sur case blanche a2 · Pion blanc sur case noire b2 · Pion blanc sur case blanche c2 · Pion blanc sur case noire h2 · Tour blanche sur case noire a1 · Cavalier blanc sur case blanche b1 · Fou blanc sur case noire c1 · Dame blanche sur case blanche d1 · Roi blanc sur case blanche f1 · Tour blanche sur case noire g1 | Tour noire sur case blanche a8 · Cavalier noir sur case noire b8 · Fou noir sur case blanche c8 · Roi noir sur case blanche e8 · Fou noir sur case noire f8 · Tour noire sur case noire h8 · Pion noir sur case noire a7 · Pion noir sur case blanche d7 · Pion noir sur case blanche f7 · Pion noir sur case noire g7 · Pion noir sur case blanche h7 · Pion noir sur case blanche c6 · Cavalier noir sur case noire f6 · Fou blanc sur case blanche b5 · Cavalier blanc sur case blanche f5 · Dame noire sur case noire g5 · Pion blanc sur case blanche e4 · Pion noir sur case noire f4 · Pion blanc sur case blanche g4 · Pion blanc sur case blanche d3 · Pion blanc sur case blanche a2 · Pion blanc sur case noire b2 · Pion blanc sur case blanche c2 · Pion blanc sur case noire h2 · Tour blanche sur case noire a1 · Cavalier blanc sur case blanche b1 · Fou blanc sur case noire c1 · Dame blanche sur case blanche d1 · Roi blanc sur case blanche f1 · Tour blanche sur case noire g1 | Tour noire sur case blanche a8 · Cavalier noir sur case noire b8 · Fou noir sur case blanche c8 · Roi noir sur case blanche e8 · Fou noir sur case noire f8 · Tour noire sur case noire h8 · Pion noir sur case noire a7 · Pion noir sur case blanche d7 · Pion noir sur case blanche f7 · Pion noir sur case noire g7 · Pion noir sur case blanche h7 · Pion noir sur case blanche c6 · Cavalier noir sur case noire f6 · Fou blanc sur case blanche b5 · Cavalier blanc sur case blanche f5 · Dame noire sur case noire g5 · Pion blanc sur case blanche e4 · Pion noir sur case noire f4 · Pion blanc sur case blanche g4 · Pion blanc sur case blanche d3 · Pion blanc sur case blanche a2 · Pion blanc sur case noire b2 · Pion blanc sur case blanche c2 · Pion blanc sur case noire h2 · Tour blanche sur case noire a1 · Cavalier blanc sur case blanche b1 · Fou blanc sur case noire c1 · Dame blanche sur case blanche d1 · Roi blanc sur case blanche f1 · Tour blanche sur case noire g1 | Tour noire sur case blanche a8 · Cavalier noir sur case noire b8 · Fou noir sur case blanche c8 · Roi noir sur case blanche e8 · Fou noir sur case noire f8 · Tour noire sur case noire h8 · Pion noir sur case noire a7 · Pion noir sur case blanche d7 · Pion noir sur case blanche f7 · Pion noir sur case noire g7 · Pion noir sur case blanche h7 · Pion noir sur case blanche c6 · Cavalier noir sur case noire f6 · Fou blanc sur case blanche b5 · Cavalier blanc sur case blanche f5 · Dame noire sur case noire g5 · Pion blanc sur case blanche e4 · Pion noir sur case noire f4 · Pion blanc sur case blanche g4 · Pion blanc sur case blanche d3 · Pion blanc sur case blanche a2 · Pion blanc sur case noire b2 · Pion blanc sur case blanche c2 · Pion blanc sur case noire h2 · Tour blanche sur case noire a1 · Cavalier blanc sur case blanche b1 · Fou blanc sur case noire c1 · Dame blanche sur case blanche d1 · Roi blanc sur case blanche f1 · Tour blanche sur case noire g1 | 1 |
|   | a | b | c | d | e | f | g | h |   |

11...cxb5? 
Accepter ce magnifique sacrifice du fou ôte tout espoir de contre-attaque aux noirs. Les pièces noires développées doivent retourner à leur base.
12. h4 Dg6 13. h5 Dg5 14. Df3 Cg8
À cause de 15. Fxf4, les noirs sont contraints d'assurer une case de retraite pour leur dame.
15. Fxf4 Df6 16. Cc3
Toutes les pièces noires sont revenues à leur base, ou presque. 
16...Fc5? 17. Cd5
Ce coup direct n'est pas le meilleur. 17.d4! suivi de Cd5 gagne rapidement.
 17... Dxb2 18. Fd6!? 
Là encore, 18. Te1! permet de continuer l'attaque plus sereinement.
18... Fxg1
Les noirs ne peuvent prendre le Fd6, car la suite est forcée : 18...Fxd6 19. Cxd6+ Rd8 20. Cxf7+ Re8 21. Cd6+ Rd8 22. Df8 mat. Les Blancs ont une telle avance de développement que la décision ne saurait tarder. Il était encore possible de jouer 18...Dxa1+ 19.Re2 Db2! qui laisse un espoir aux noirs (ou encore 19...Fxg1). L'attaque contre le pion c2 permettait aux Noirs de défendre la case c7 et aussi d'attaquer le roi blanc par la menace Dxc2+.
19. e5!
La dame noire est privée de la grande diagonale. Une menace de mat, commençant par 20. Cxg7+, est aussi dans l'air.
19...Dxa1+ 20. Re2 Ca6??
Kieseritzky s'imagine que la menace de mat est écartée, car la case c7 est protégée (mais le fou en c8 bloque la dernière porte de sortie du roi noir). C'est maintenant qu'Anderssen le surprend.
21. Cxg7+ Rd8 22. Df6+!! Cxf6 23. Fe7 mat

|   | a | b | c | d | e | f | g | h |   |
| 8 | Tour noire sur case blanche a8 · Fou noir sur case blanche c8 · Roi noir sur case noire d8 · Tour noire sur case noire h8 · Pion noir sur case noire a7 · Pion noir sur case blanche d7 · Fou blanc sur case noire e7 · Pion noir sur case blanche f7 · Cavalier blanc sur case noire g7 · Pion noir sur case blanche h7 · Cavalier noir sur case blanche a6 · Cavalier noir sur case noire f6 · Pion noir sur case blanche b5 · Cavalier blanc sur case blanche d5 · Pion blanc sur case noire e5 · Pion blanc sur case blanche h5 · Pion blanc sur case blanche g4 · Pion blanc sur case blanche d3 · Pion blanc sur case blanche a2 · Pion blanc sur case blanche c2 · Roi blanc sur case blanche e2 · Dame noire sur case noire a1 · Fou noir sur case noire g1 | Tour noire sur case blanche a8 · Fou noir sur case blanche c8 · Roi noir sur case noire d8 · Tour noire sur case noire h8 · Pion noir sur case noire a7 · Pion noir sur case blanche d7 · Fou blanc sur case noire e7 · Pion noir sur case blanche f7 · Cavalier blanc sur case noire g7 · Pion noir sur case blanche h7 · Cavalier noir sur case blanche a6 · Cavalier noir sur case noire f6 · Pion noir sur case blanche b5 · Cavalier blanc sur case blanche d5 · Pion blanc sur case noire e5 · Pion blanc sur case blanche h5 · Pion blanc sur case blanche g4 · Pion blanc sur case blanche d3 · Pion blanc sur case blanche a2 · Pion blanc sur case blanche c2 · Roi blanc sur case blanche e2 · Dame noire sur case noire a1 · Fou noir sur case noire g1 | Tour noire sur case blanche a8 · Fou noir sur case blanche c8 · Roi noir sur case noire d8 · Tour noire sur case noire h8 · Pion noir sur case noire a7 · Pion noir sur case blanche d7 · Fou blanc sur case noire e7 · Pion noir sur case blanche f7 · Cavalier blanc sur case noire g7 · Pion noir sur case blanche h7 · Cavalier noir sur case blanche a6 · Cavalier noir sur case noire f6 · Pion noir sur case blanche b5 · Cavalier blanc sur case blanche d5 · Pion blanc sur case noire e5 · Pion blanc sur case blanche h5 · Pion blanc sur case blanche g4 · Pion blanc sur case blanche d3 · Pion blanc sur case blanche a2 · Pion blanc sur case blanche c2 · Roi blanc sur case blanche e2 · Dame noire sur case noire a1 · Fou noir sur case noire g1 | Tour noire sur case blanche a8 · Fou noir sur case blanche c8 · Roi noir sur case noire d8 · Tour noire sur case noire h8 · Pion noir sur case noire a7 · Pion noir sur case blanche d7 · Fou blanc sur case noire e7 · Pion noir sur case blanche f7 · Cavalier blanc sur case noire g7 · Pion noir sur case blanche h7 · Cavalier noir sur case blanche a6 · Cavalier noir sur case noire f6 · Pion noir sur case blanche b5 · Cavalier blanc sur case blanche d5 · Pion blanc sur case noire e5 · Pion blanc sur case blanche h5 · Pion blanc sur case blanche g4 · Pion blanc sur case blanche d3 · Pion blanc sur case blanche a2 · Pion blanc sur case blanche c2 · Roi blanc sur case blanche e2 · Dame noire sur case noire a1 · Fou noir sur case noire g1 | Tour noire sur case blanche a8 · Fou noir sur case blanche c8 · Roi noir sur case noire d8 · Tour noire sur case noire h8 · Pion noir sur case noire a7 · Pion noir sur case blanche d7 · Fou blanc sur case noire e7 · Pion noir sur case blanche f7 · Cavalier blanc sur case noire g7 · Pion noir sur case blanche h7 · Cavalier noir sur case blanche a6 · Cavalier noir sur case noire f6 · Pion noir sur case blanche b5 · Cavalier blanc sur case blanche d5 · Pion blanc sur case noire e5 · Pion blanc sur case blanche h5 · Pion blanc sur case blanche g4 · Pion blanc sur case blanche d3 · Pion blanc sur case blanche a2 · Pion blanc sur case blanche c2 · Roi blanc sur case blanche e2 · Dame noire sur case noire a1 · Fou noir sur case noire g1 | Tour noire sur case blanche a8 · Fou noir sur case blanche c8 · Roi noir sur case noire d8 · Tour noire sur case noire h8 · Pion noir sur case noire a7 · Pion noir sur case blanche d7 · Fou blanc sur case noire e7 · Pion noir sur case blanche f7 · Cavalier blanc sur case noire g7 · Pion noir sur case blanche h7 · Cavalier noir sur case blanche a6 · Cavalier noir sur case noire f6 · Pion noir sur case blanche b5 · Cavalier blanc sur case blanche d5 · Pion blanc sur case noire e5 · Pion blanc sur case blanche h5 · Pion blanc sur case blanche g4 · Pion blanc sur case blanche d3 · Pion blanc sur case blanche a2 · Pion blanc sur case blanche c2 · Roi blanc sur case blanche e2 · Dame noire sur case noire a1 · Fou noir sur case noire g1 | Tour noire sur case blanche a8 · Fou noir sur case blanche c8 · Roi noir sur case noire d8 · Tour noire sur case noire h8 · Pion noir sur case noire a7 · Pion noir sur case blanche d7 · Fou blanc sur case noire e7 · Pion noir sur case blanche f7 · Cavalier blanc sur case noire g7 · Pion noir sur case blanche h7 · Cavalier noir sur case blanche a6 · Cavalier noir sur case noire f6 · Pion noir sur case blanche b5 · Cavalier blanc sur case blanche d5 · Pion blanc sur case noire e5 · Pion blanc sur case blanche h5 · Pion blanc sur case blanche g4 · Pion blanc sur case blanche d3 · Pion blanc sur case blanche a2 · Pion blanc sur case blanche c2 · Roi blanc sur case blanche e2 · Dame noire sur case noire a1 · Fou noir sur case noire g1 | Tour noire sur case blanche a8 · Fou noir sur case blanche c8 · Roi noir sur case noire d8 · Tour noire sur case noire h8 · Pion noir sur case noire a7 · Pion noir sur case blanche d7 · Fou blanc sur case noire e7 · Pion noir sur case blanche f7 · Cavalier blanc sur case noire g7 · Pion noir sur case blanche h7 · Cavalier noir sur case blanche a6 · Cavalier noir sur case noire f6 · Pion noir sur case blanche b5 · Cavalier blanc sur case blanche d5 · Pion blanc sur case noire e5 · Pion blanc sur case blanche h5 · Pion blanc sur case blanche g4 · Pion blanc sur case blanche d3 · Pion blanc sur case blanche a2 · Pion blanc sur case blanche c2 · Roi blanc sur case blanche e2 · Dame noire sur case noire a1 · Fou noir sur case noire g1 | 8 |
| 7 | Tour noire sur case blanche a8 · Fou noir sur case blanche c8 · Roi noir sur case noire d8 · Tour noire sur case noire h8 · Pion noir sur case noire a7 · Pion noir sur case blanche d7 · Fou blanc sur case noire e7 · Pion noir sur case blanche f7 · Cavalier blanc sur case noire g7 · Pion noir sur case blanche h7 · Cavalier noir sur case blanche a6 · Cavalier noir sur case noire f6 · Pion noir sur case blanche b5 · Cavalier blanc sur case blanche d5 · Pion blanc sur case noire e5 · Pion blanc sur case blanche h5 · Pion blanc sur case blanche g4 · Pion blanc sur case blanche d3 · Pion blanc sur case blanche a2 · Pion blanc sur case blanche c2 · Roi blanc sur case blanche e2 · Dame noire sur case noire a1 · Fou noir sur case noire g1 | Tour noire sur case blanche a8 · Fou noir sur case blanche c8 · Roi noir sur case noire d8 · Tour noire sur case noire h8 · Pion noir sur case noire a7 · Pion noir sur case blanche d7 · Fou blanc sur case noire e7 · Pion noir sur case blanche f7 · Cavalier blanc sur case noire g7 · Pion noir sur case blanche h7 · Cavalier noir sur case blanche a6 · Cavalier noir sur case noire f6 · Pion noir sur case blanche b5 · Cavalier blanc sur case blanche d5 · Pion blanc sur case noire e5 · Pion blanc sur case blanche h5 · Pion blanc sur case blanche g4 · Pion blanc sur case blanche d3 · Pion blanc sur case blanche a2 · Pion blanc sur case blanche c2 · Roi blanc sur case blanche e2 · Dame noire sur case noire a1 · Fou noir sur case noire g1 | Tour noire sur case blanche a8 · Fou noir sur case blanche c8 · Roi noir sur case noire d8 · Tour noire sur case noire h8 · Pion noir sur case noire a7 · Pion noir sur case blanche d7 · Fou blanc sur case noire e7 · Pion noir sur case blanche f7 · Cavalier blanc sur case noire g7 · Pion noir sur case blanche h7 · Cavalier noir sur case blanche a6 · Cavalier noir sur case noire f6 · Pion noir sur case blanche b5 · Cavalier blanc sur case blanche d5 · Pion blanc sur case noire e5 · Pion blanc sur case blanche h5 · Pion blanc sur case blanche g4 · Pion blanc sur case blanche d3 · Pion blanc sur case blanche a2 · Pion blanc sur case blanche c2 · Roi blanc sur case blanche e2 · Dame noire sur case noire a1 · Fou noir sur case noire g1 | Tour noire sur case blanche a8 · Fou noir sur case blanche c8 · Roi noir sur case noire d8 · Tour noire sur case noire h8 · Pion noir sur case noire a7 · Pion noir sur case blanche d7 · Fou blanc sur case noire e7 · Pion noir sur case blanche f7 · Cavalier blanc sur case noire g7 · Pion noir sur case blanche h7 · Cavalier noir sur case blanche a6 · Cavalier noir sur case noire f6 · Pion noir sur case blanche b5 · Cavalier blanc sur case blanche d5 · Pion blanc sur case noire e5 · Pion blanc sur case blanche h5 · Pion blanc sur case blanche g4 · Pion blanc sur case blanche d3 · Pion blanc sur case blanche a2 · Pion blanc sur case blanche c2 · Roi blanc sur case blanche e2 · Dame noire sur case noire a1 · Fou noir sur case noire g1 | Tour noire sur case blanche a8 · Fou noir sur case blanche c8 · Roi noir sur case noire d8 · Tour noire sur case noire h8 · Pion noir sur case noire a7 · Pion noir sur case blanche d7 · Fou blanc sur case noire e7 · Pion noir sur case blanche f7 · Cavalier blanc sur case noire g7 · Pion noir sur case blanche h7 · Cavalier noir sur case blanche a6 · Cavalier noir sur case noire f6 · Pion noir sur case blanche b5 · Cavalier blanc sur case blanche d5 · Pion blanc sur case noire e5 · Pion blanc sur case blanche h5 · Pion blanc sur case blanche g4 · Pion blanc sur case blanche d3 · Pion blanc sur case blanche a2 · Pion blanc sur case blanche c2 · Roi blanc sur case blanche e2 · Dame noire sur case noire a1 · Fou noir sur case noire g1 | Tour noire sur case blanche a8 · Fou noir sur case blanche c8 · Roi noir sur case noire d8 · Tour noire sur case noire h8 · Pion noir sur case noire a7 · Pion noir sur case blanche d7 · Fou blanc sur case noire e7 · Pion noir sur case blanche f7 · Cavalier blanc sur case noire g7 · Pion noir sur case blanche h7 · Cavalier noir sur case blanche a6 · Cavalier noir sur case noire f6 · Pion noir sur case blanche b5 · Cavalier blanc sur case blanche d5 · Pion blanc sur case noire e5 · Pion blanc sur case blanche h5 · Pion blanc sur case blanche g4 · Pion blanc sur case blanche d3 · Pion blanc sur case blanche a2 · Pion blanc sur case blanche c2 · Roi blanc sur case blanche e2 · Dame noire sur case noire a1 · Fou noir sur case noire g1 | Tour noire sur case blanche a8 · Fou noir sur case blanche c8 · Roi noir sur case noire d8 · Tour noire sur case noire h8 · Pion noir sur case noire a7 · Pion noir sur case blanche d7 · Fou blanc sur case noire e7 · Pion noir sur case blanche f7 · Cavalier blanc sur case noire g7 · Pion noir sur case blanche h7 · Cavalier noir sur case blanche a6 · Cavalier noir sur case noire f6 · Pion noir sur case blanche b5 · Cavalier blanc sur case blanche d5 · Pion blanc sur case noire e5 · Pion blanc sur case blanche h5 · Pion blanc sur case blanche g4 · Pion blanc sur case blanche d3 · Pion blanc sur case blanche a2 · Pion blanc sur case blanche c2 · Roi blanc sur case blanche e2 · Dame noire sur case noire a1 · Fou noir sur case noire g1 | Tour noire sur case blanche a8 · Fou noir sur case blanche c8 · Roi noir sur case noire d8 · Tour noire sur case noire h8 · Pion noir sur case noire a7 · Pion noir sur case blanche d7 · Fou blanc sur case noire e7 · Pion noir sur case blanche f7 · Cavalier blanc sur case noire g7 · Pion noir sur case blanche h7 · Cavalier noir sur case blanche a6 · Cavalier noir sur case noire f6 · Pion noir sur case blanche b5 · Cavalier blanc sur case blanche d5 · Pion blanc sur case noire e5 · Pion blanc sur case blanche h5 · Pion blanc sur case blanche g4 · Pion blanc sur case blanche d3 · Pion blanc sur case blanche a2 · Pion blanc sur case blanche c2 · Roi blanc sur case blanche e2 · Dame noire sur case noire a1 · Fou noir sur case noire g1 | 7 |
| 6 | Tour noire sur case blanche a8 · Fou noir sur case blanche c8 · Roi noir sur case noire d8 · Tour noire sur case noire h8 · Pion noir sur case noire a7 · Pion noir sur case blanche d7 · Fou blanc sur case noire e7 · Pion noir sur case blanche f7 · Cavalier blanc sur case noire g7 · Pion noir sur case blanche h7 · Cavalier noir sur case blanche a6 · Cavalier noir sur case noire f6 · Pion noir sur case blanche b5 · Cavalier blanc sur case blanche d5 · Pion blanc sur case noire e5 · Pion blanc sur case blanche h5 · Pion blanc sur case blanche g4 · Pion blanc sur case blanche d3 · Pion blanc sur case blanche a2 · Pion blanc sur case blanche c2 · Roi blanc sur case blanche e2 · Dame noire sur case noire a1 · Fou noir sur case noire g1 | Tour noire sur case blanche a8 · Fou noir sur case blanche c8 · Roi noir sur case noire d8 · Tour noire sur case noire h8 · Pion noir sur case noire a7 · Pion noir sur case blanche d7 · Fou blanc sur case noire e7 · Pion noir sur case blanche f7 · Cavalier blanc sur case noire g7 · Pion noir sur case blanche h7 · Cavalier noir sur case blanche a6 · Cavalier noir sur case noire f6 · Pion noir sur case blanche b5 · Cavalier blanc sur case blanche d5 · Pion blanc sur case noire e5 · Pion blanc sur case blanche h5 · Pion blanc sur case blanche g4 · Pion blanc sur case blanche d3 · Pion blanc sur case blanche a2 · Pion blanc sur case blanche c2 · Roi blanc sur case blanche e2 · Dame noire sur case noire a1 · Fou noir sur case noire g1 | Tour noire sur case blanche a8 · Fou noir sur case blanche c8 · Roi noir sur case noire d8 · Tour noire sur case noire h8 · Pion noir sur case noire a7 · Pion noir sur case blanche d7 · Fou blanc sur case noire e7 · Pion noir sur case blanche f7 · Cavalier blanc sur case noire g7 · Pion noir sur case blanche h7 · Cavalier noir sur case blanche a6 · Cavalier noir sur case noire f6 · Pion noir sur case blanche b5 · Cavalier blanc sur case blanche d5 · Pion blanc sur case noire e5 · Pion blanc sur case blanche h5 · Pion blanc sur case blanche g4 · Pion blanc sur case blanche d3 · Pion blanc sur case blanche a2 · Pion blanc sur case blanche c2 · Roi blanc sur case blanche e2 · Dame noire sur case noire a1 · Fou noir sur case noire g1 | Tour noire sur case blanche a8 · Fou noir sur case blanche c8 · Roi noir sur case noire d8 · Tour noire sur case noire h8 · Pion noir sur case noire a7 · Pion noir sur case blanche d7 · Fou blanc sur case noire e7 · Pion noir sur case blanche f7 · Cavalier blanc sur case noire g7 · Pion noir sur case blanche h7 · Cavalier noir sur case blanche a6 · Cavalier noir sur case noire f6 · Pion noir sur case blanche b5 · Cavalier blanc sur case blanche d5 · Pion blanc sur case noire e5 · Pion blanc sur case blanche h5 · Pion blanc sur case blanche g4 · Pion blanc sur case blanche d3 · Pion blanc sur case blanche a2 · Pion blanc sur case blanche c2 · Roi blanc sur case blanche e2 · Dame noire sur case noire a1 · Fou noir sur case noire g1 | Tour noire sur case blanche a8 · Fou noir sur case blanche c8 · Roi noir sur case noire d8 · Tour noire sur case noire h8 · Pion noir sur case noire a7 · Pion noir sur case blanche d7 · Fou blanc sur case noire e7 · Pion noir sur case blanche f7 · Cavalier blanc sur case noire g7 · Pion noir sur case blanche h7 · Cavalier noir sur case blanche a6 · Cavalier noir sur case noire f6 · Pion noir sur case blanche b5 · Cavalier blanc sur case blanche d5 · Pion blanc sur case noire e5 · Pion blanc sur case blanche h5 · Pion blanc sur case blanche g4 · Pion blanc sur case blanche d3 · Pion blanc sur case blanche a2 · Pion blanc sur case blanche c2 · Roi blanc sur case blanche e2 · Dame noire sur case noire a1 · Fou noir sur case noire g1 | Tour noire sur case blanche a8 · Fou noir sur case blanche c8 · Roi noir sur case noire d8 · Tour noire sur case noire h8 · Pion noir sur case noire a7 · Pion noir sur case blanche d7 · Fou blanc sur case noire e7 · Pion noir sur case blanche f7 · Cavalier blanc sur case noire g7 · Pion noir sur case blanche h7 · Cavalier noir sur case blanche a6 · Cavalier noir sur case noire f6 · Pion noir sur case blanche b5 · Cavalier blanc sur case blanche d5 · Pion blanc sur case noire e5 · Pion blanc sur case blanche h5 · Pion blanc sur case blanche g4 · Pion blanc sur case blanche d3 · Pion blanc sur case blanche a2 · Pion blanc sur case blanche c2 · Roi blanc sur case blanche e2 · Dame noire sur case noire a1 · Fou noir sur case noire g1 | Tour noire sur case blanche a8 · Fou noir sur case blanche c8 · Roi noir sur case noire d8 · Tour noire sur case noire h8 · Pion noir sur case noire a7 · Pion noir sur case blanche d7 · Fou blanc sur case noire e7 · Pion noir sur case blanche f7 · Cavalier blanc sur case noire g7 · Pion noir sur case blanche h7 · Cavalier noir sur case blanche a6 · Cavalier noir sur case noire f6 · Pion noir sur case blanche b5 · Cavalier blanc sur case blanche d5 · Pion blanc sur case noire e5 · Pion blanc sur case blanche h5 · Pion blanc sur case blanche g4 · Pion blanc sur case blanche d3 · Pion blanc sur case blanche a2 · Pion blanc sur case blanche c2 · Roi blanc sur case blanche e2 · Dame noire sur case noire a1 · Fou noir sur case noire g1 | Tour noire sur case blanche a8 · Fou noir sur case blanche c8 · Roi noir sur case noire d8 · Tour noire sur case noire h8 · Pion noir sur case noire a7 · Pion noir sur case blanche d7 · Fou blanc sur case noire e7 · Pion noir sur case blanche f7 · Cavalier blanc sur case noire g7 · Pion noir sur case blanche h7 · Cavalier noir sur case blanche a6 · Cavalier noir sur case noire f6 · Pion noir sur case blanche b5 · Cavalier blanc sur case blanche d5 · Pion blanc sur case noire e5 · Pion blanc sur case blanche h5 · Pion blanc sur case blanche g4 · Pion blanc sur case blanche d3 · Pion blanc sur case blanche a2 · Pion blanc sur case blanche c2 · Roi blanc sur case blanche e2 · Dame noire sur case noire a1 · Fou noir sur case noire g1 | 6 |
| 5 | Tour noire sur case blanche a8 · Fou noir sur case blanche c8 · Roi noir sur case noire d8 · Tour noire sur case noire h8 · Pion noir sur case noire a7 · Pion noir sur case blanche d7 · Fou blanc sur case noire e7 · Pion noir sur case blanche f7 · Cavalier blanc sur case noire g7 · Pion noir sur case blanche h7 · Cavalier noir sur case blanche a6 · Cavalier noir sur case noire f6 · Pion noir sur case blanche b5 · Cavalier blanc sur case blanche d5 · Pion blanc sur case noire e5 · Pion blanc sur case blanche h5 · Pion blanc sur case blanche g4 · Pion blanc sur case blanche d3 · Pion blanc sur case blanche a2 · Pion blanc sur case blanche c2 · Roi blanc sur case blanche e2 · Dame noire sur case noire a1 · Fou noir sur case noire g1 | Tour noire sur case blanche a8 · Fou noir sur case blanche c8 · Roi noir sur case noire d8 · Tour noire sur case noire h8 · Pion noir sur case noire a7 · Pion noir sur case blanche d7 · Fou blanc sur case noire e7 · Pion noir sur case blanche f7 · Cavalier blanc sur case noire g7 · Pion noir sur case blanche h7 · Cavalier noir sur case blanche a6 · Cavalier noir sur case noire f6 · Pion noir sur case blanche b5 · Cavalier blanc sur case blanche d5 · Pion blanc sur case noire e5 · Pion blanc sur case blanche h5 · Pion blanc sur case blanche g4 · Pion blanc sur case blanche d3 · Pion blanc sur case blanche a2 · Pion blanc sur case blanche c2 · Roi blanc sur case blanche e2 · Dame noire sur case noire a1 · Fou noir sur case noire g1 | Tour noire sur case blanche a8 · Fou noir sur case blanche c8 · Roi noir sur case noire d8 · Tour noire sur case noire h8 · Pion noir sur case noire a7 · Pion noir sur case blanche d7 · Fou blanc sur case noire e7 · Pion noir sur case blanche f7 · Cavalier blanc sur case noire g7 · Pion noir sur case blanche h7 · Cavalier noir sur case blanche a6 · Cavalier noir sur case noire f6 · Pion noir sur case blanche b5 · Cavalier blanc sur case blanche d5 · Pion blanc sur case noire e5 · Pion blanc sur case blanche h5 · Pion blanc sur case blanche g4 · Pion blanc sur case blanche d3 · Pion blanc sur case blanche a2 · Pion blanc sur case blanche c2 · Roi blanc sur case blanche e2 · Dame noire sur case noire a1 · Fou noir sur case noire g1 | Tour noire sur case blanche a8 · Fou noir sur case blanche c8 · Roi noir sur case noire d8 · Tour noire sur case noire h8 · Pion noir sur case noire a7 · Pion noir sur case blanche d7 · Fou blanc sur case noire e7 · Pion noir sur case blanche f7 · Cavalier blanc sur case noire g7 · Pion noir sur case blanche h7 · Cavalier noir sur case blanche a6 · Cavalier noir sur case noire f6 · Pion noir sur case blanche b5 · Cavalier blanc sur case blanche d5 · Pion blanc sur case noire e5 · Pion blanc sur case blanche h5 · Pion blanc sur case blanche g4 · Pion blanc sur case blanche d3 · Pion blanc sur case blanche a2 · Pion blanc sur case blanche c2 · Roi blanc sur case blanche e2 · Dame noire sur case noire a1 · Fou noir sur case noire g1 | Tour noire sur case blanche a8 · Fou noir sur case blanche c8 · Roi noir sur case noire d8 · Tour noire sur case noire h8 · Pion noir sur case noire a7 · Pion noir sur case blanche d7 · Fou blanc sur case noire e7 · Pion noir sur case blanche f7 · Cavalier blanc sur case noire g7 · Pion noir sur case blanche h7 · Cavalier noir sur case blanche a6 · Cavalier noir sur case noire f6 · Pion noir sur case blanche b5 · Cavalier blanc sur case blanche d5 · Pion blanc sur case noire e5 · Pion blanc sur case blanche h5 · Pion blanc sur case blanche g4 · Pion blanc sur case blanche d3 · Pion blanc sur case blanche a2 · Pion blanc sur case blanche c2 · Roi blanc sur case blanche e2 · Dame noire sur case noire a1 · Fou noir sur case noire g1 | Tour noire sur case blanche a8 · Fou noir sur case blanche c8 · Roi noir sur case noire d8 · Tour noire sur case noire h8 · Pion noir sur case noire a7 · Pion noir sur case blanche d7 · Fou blanc sur case noire e7 · Pion noir sur case blanche f7 · Cavalier blanc sur case noire g7 · Pion noir sur case blanche h7 · Cavalier noir sur case blanche a6 · Cavalier noir sur case noire f6 · Pion noir sur case blanche b5 · Cavalier blanc sur case blanche d5 · Pion blanc sur case noire e5 · Pion blanc sur case blanche h5 · Pion blanc sur case blanche g4 · Pion blanc sur case blanche d3 · Pion blanc sur case blanche a2 · Pion blanc sur case blanche c2 · Roi blanc sur case blanche e2 · Dame noire sur case noire a1 · Fou noir sur case noire g1 | Tour noire sur case blanche a8 · Fou noir sur case blanche c8 · Roi noir sur case noire d8 · Tour noire sur case noire h8 · Pion noir sur case noire a7 · Pion noir sur case blanche d7 · Fou blanc sur case noire e7 · Pion noir sur case blanche f7 · Cavalier blanc sur case noire g7 · Pion noir sur case blanche h7 · Cavalier noir sur case blanche a6 · Cavalier noir sur case noire f6 · Pion noir sur case blanche b5 · Cavalier blanc sur case blanche d5 · Pion blanc sur case noire e5 · Pion blanc sur case blanche h5 · Pion blanc sur case blanche g4 · Pion blanc sur case blanche d3 · Pion blanc sur case blanche a2 · Pion blanc sur case blanche c2 · Roi blanc sur case blanche e2 · Dame noire sur case noire a1 · Fou noir sur case noire g1 | Tour noire sur case blanche a8 · Fou noir sur case blanche c8 · Roi noir sur case noire d8 · Tour noire sur case noire h8 · Pion noir sur case noire a7 · Pion noir sur case blanche d7 · Fou blanc sur case noire e7 · Pion noir sur case blanche f7 · Cavalier blanc sur case noire g7 · Pion noir sur case blanche h7 · Cavalier noir sur case blanche a6 · Cavalier noir sur case noire f6 · Pion noir sur case blanche b5 · Cavalier blanc sur case blanche d5 · Pion blanc sur case noire e5 · Pion blanc sur case blanche h5 · Pion blanc sur case blanche g4 · Pion blanc sur case blanche d3 · Pion blanc sur case blanche a2 · Pion blanc sur case blanche c2 · Roi blanc sur case blanche e2 · Dame noire sur case noire a1 · Fou noir sur case noire g1 | 5 |
| 4 | Tour noire sur case blanche a8 · Fou noir sur case blanche c8 · Roi noir sur case noire d8 · Tour noire sur case noire h8 · Pion noir sur case noire a7 · Pion noir sur case blanche d7 · Fou blanc sur case noire e7 · Pion noir sur case blanche f7 · Cavalier blanc sur case noire g7 · Pion noir sur case blanche h7 · Cavalier noir sur case blanche a6 · Cavalier noir sur case noire f6 · Pion noir sur case blanche b5 · Cavalier blanc sur case blanche d5 · Pion blanc sur case noire e5 · Pion blanc sur case blanche h5 · Pion blanc sur case blanche g4 · Pion blanc sur case blanche d3 · Pion blanc sur case blanche a2 · Pion blanc sur case blanche c2 · Roi blanc sur case blanche e2 · Dame noire sur case noire a1 · Fou noir sur case noire g1 | Tour noire sur case blanche a8 · Fou noir sur case blanche c8 · Roi noir sur case noire d8 · Tour noire sur case noire h8 · Pion noir sur case noire a7 · Pion noir sur case blanche d7 · Fou blanc sur case noire e7 · Pion noir sur case blanche f7 · Cavalier blanc sur case noire g7 · Pion noir sur case blanche h7 · Cavalier noir sur case blanche a6 · Cavalier noir sur case noire f6 · Pion noir sur case blanche b5 · Cavalier blanc sur case blanche d5 · Pion blanc sur case noire e5 · Pion blanc sur case blanche h5 · Pion blanc sur case blanche g4 · Pion blanc sur case blanche d3 · Pion blanc sur case blanche a2 · Pion blanc sur case blanche c2 · Roi blanc sur case blanche e2 · Dame noire sur case noire a1 · Fou noir sur case noire g1 | Tour noire sur case blanche a8 · Fou noir sur case blanche c8 · Roi noir sur case noire d8 · Tour noire sur case noire h8 · Pion noir sur case noire a7 · Pion noir sur case blanche d7 · Fou blanc sur case noire e7 · Pion noir sur case blanche f7 · Cavalier blanc sur case noire g7 · Pion noir sur case blanche h7 · Cavalier noir sur case blanche a6 · Cavalier noir sur case noire f6 · Pion noir sur case blanche b5 · Cavalier blanc sur case blanche d5 · Pion blanc sur case noire e5 · Pion blanc sur case blanche h5 · Pion blanc sur case blanche g4 · Pion blanc sur case blanche d3 · Pion blanc sur case blanche a2 · Pion blanc sur case blanche c2 · Roi blanc sur case blanche e2 · Dame noire sur case noire a1 · Fou noir sur case noire g1 | Tour noire sur case blanche a8 · Fou noir sur case blanche c8 · Roi noir sur case noire d8 · Tour noire sur case noire h8 · Pion noir sur case noire a7 · Pion noir sur case blanche d7 · Fou blanc sur case noire e7 · Pion noir sur case blanche f7 · Cavalier blanc sur case noire g7 · Pion noir sur case blanche h7 · Cavalier noir sur case blanche a6 · Cavalier noir sur case noire f6 · Pion noir sur case blanche b5 · Cavalier blanc sur case blanche d5 · Pion blanc sur case noire e5 · Pion blanc sur case blanche h5 · Pion blanc sur case blanche g4 · Pion blanc sur case blanche d3 · Pion blanc sur case blanche a2 · Pion blanc sur case blanche c2 · Roi blanc sur case blanche e2 · Dame noire sur case noire a1 · Fou noir sur case noire g1 | Tour noire sur case blanche a8 · Fou noir sur case blanche c8 · Roi noir sur case noire d8 · Tour noire sur case noire h8 · Pion noir sur case noire a7 · Pion noir sur case blanche d7 · Fou blanc sur case noire e7 · Pion noir sur case blanche f7 · Cavalier blanc sur case noire g7 · Pion noir sur case blanche h7 · Cavalier noir sur case blanche a6 · Cavalier noir sur case noire f6 · Pion noir sur case blanche b5 · Cavalier blanc sur case blanche d5 · Pion blanc sur case noire e5 · Pion blanc sur case blanche h5 · Pion blanc sur case blanche g4 · Pion blanc sur case blanche d3 · Pion blanc sur case blanche a2 · Pion blanc sur case blanche c2 · Roi blanc sur case blanche e2 · Dame noire sur case noire a1 · Fou noir sur case noire g1 | Tour noire sur case blanche a8 · Fou noir sur case blanche c8 · Roi noir sur case noire d8 · Tour noire sur case noire h8 · Pion noir sur case noire a7 · Pion noir sur case blanche d7 · Fou blanc sur case noire e7 · Pion noir sur case blanche f7 · Cavalier blanc sur case noire g7 · Pion noir sur case blanche h7 · Cavalier noir sur case blanche a6 · Cavalier noir sur case noire f6 · Pion noir sur case blanche b5 · Cavalier blanc sur case blanche d5 · Pion blanc sur case noire e5 · Pion blanc sur case blanche h5 · Pion blanc sur case blanche g4 · Pion blanc sur case blanche d3 · Pion blanc sur case blanche a2 · Pion blanc sur case blanche c2 · Roi blanc sur case blanche e2 · Dame noire sur case noire a1 · Fou noir sur case noire g1 | Tour noire sur case blanche a8 · Fou noir sur case blanche c8 · Roi noir sur case noire d8 · Tour noire sur case noire h8 · Pion noir sur case noire a7 · Pion noir sur case blanche d7 · Fou blanc sur case noire e7 · Pion noir sur case blanche f7 · Cavalier blanc sur case noire g7 · Pion noir sur case blanche h7 · Cavalier noir sur case blanche a6 · Cavalier noir sur case noire f6 · Pion noir sur case blanche b5 · Cavalier blanc sur case blanche d5 · Pion blanc sur case noire e5 · Pion blanc sur case blanche h5 · Pion blanc sur case blanche g4 · Pion blanc sur case blanche d3 · Pion blanc sur case blanche a2 · Pion blanc sur case blanche c2 · Roi blanc sur case blanche e2 · Dame noire sur case noire a1 · Fou noir sur case noire g1 | Tour noire sur case blanche a8 · Fou noir sur case blanche c8 · Roi noir sur case noire d8 · Tour noire sur case noire h8 · Pion noir sur case noire a7 · Pion noir sur case blanche d7 · Fou blanc sur case noire e7 · Pion noir sur case blanche f7 · Cavalier blanc sur case noire g7 · Pion noir sur case blanche h7 · Cavalier noir sur case blanche a6 · Cavalier noir sur case noire f6 · Pion noir sur case blanche b5 · Cavalier blanc sur case blanche d5 · Pion blanc sur case noire e5 · Pion blanc sur case blanche h5 · Pion blanc sur case blanche g4 · Pion blanc sur case blanche d3 · Pion blanc sur case blanche a2 · Pion blanc sur case blanche c2 · Roi blanc sur case blanche e2 · Dame noire sur case noire a1 · Fou noir sur case noire g1 | 4 |
| 3 | Tour noire sur case blanche a8 · Fou noir sur case blanche c8 · Roi noir sur case noire d8 · Tour noire sur case noire h8 · Pion noir sur case noire a7 · Pion noir sur case blanche d7 · Fou blanc sur case noire e7 · Pion noir sur case blanche f7 · Cavalier blanc sur case noire g7 · Pion noir sur case blanche h7 · Cavalier noir sur case blanche a6 · Cavalier noir sur case noire f6 · Pion noir sur case blanche b5 · Cavalier blanc sur case blanche d5 · Pion blanc sur case noire e5 · Pion blanc sur case blanche h5 · Pion blanc sur case blanche g4 · Pion blanc sur case blanche d3 · Pion blanc sur case blanche a2 · Pion blanc sur case blanche c2 · Roi blanc sur case blanche e2 · Dame noire sur case noire a1 · Fou noir sur case noire g1 | Tour noire sur case blanche a8 · Fou noir sur case blanche c8 · Roi noir sur case noire d8 · Tour noire sur case noire h8 · Pion noir sur case noire a7 · Pion noir sur case blanche d7 · Fou blanc sur case noire e7 · Pion noir sur case blanche f7 · Cavalier blanc sur case noire g7 · Pion noir sur case blanche h7 · Cavalier noir sur case blanche a6 · Cavalier noir sur case noire f6 · Pion noir sur case blanche b5 · Cavalier blanc sur case blanche d5 · Pion blanc sur case noire e5 · Pion blanc sur case blanche h5 · Pion blanc sur case blanche g4 · Pion blanc sur case blanche d3 · Pion blanc sur case blanche a2 · Pion blanc sur case blanche c2 · Roi blanc sur case blanche e2 · Dame noire sur case noire a1 · Fou noir sur case noire g1 | Tour noire sur case blanche a8 · Fou noir sur case blanche c8 · Roi noir sur case noire d8 · Tour noire sur case noire h8 · Pion noir sur case noire a7 · Pion noir sur case blanche d7 · Fou blanc sur case noire e7 · Pion noir sur case blanche f7 · Cavalier blanc sur case noire g7 · Pion noir sur case blanche h7 · Cavalier noir sur case blanche a6 · Cavalier noir sur case noire f6 · Pion noir sur case blanche b5 · Cavalier blanc sur case blanche d5 · Pion blanc sur case noire e5 · Pion blanc sur case blanche h5 · Pion blanc sur case blanche g4 · Pion blanc sur case blanche d3 · Pion blanc sur case blanche a2 · Pion blanc sur case blanche c2 · Roi blanc sur case blanche e2 · Dame noire sur case noire a1 · Fou noir sur case noire g1 | Tour noire sur case blanche a8 · Fou noir sur case blanche c8 · Roi noir sur case noire d8 · Tour noire sur case noire h8 · Pion noir sur case noire a7 · Pion noir sur case blanche d7 · Fou blanc sur case noire e7 · Pion noir sur case blanche f7 · Cavalier blanc sur case noire g7 · Pion noir sur case blanche h7 · Cavalier noir sur case blanche a6 · Cavalier noir sur case noire f6 · Pion noir sur case blanche b5 · Cavalier blanc sur case blanche d5 · Pion blanc sur case noire e5 · Pion blanc sur case blanche h5 · Pion blanc sur case blanche g4 · Pion blanc sur case blanche d3 · Pion blanc sur case blanche a2 · Pion blanc sur case blanche c2 · Roi blanc sur case blanche e2 · Dame noire sur case noire a1 · Fou noir sur case noire g1 | Tour noire sur case blanche a8 · Fou noir sur case blanche c8 · Roi noir sur case noire d8 · Tour noire sur case noire h8 · Pion noir sur case noire a7 · Pion noir sur case blanche d7 · Fou blanc sur case noire e7 · Pion noir sur case blanche f7 · Cavalier blanc sur case noire g7 · Pion noir sur case blanche h7 · Cavalier noir sur case blanche a6 · Cavalier noir sur case noire f6 · Pion noir sur case blanche b5 · Cavalier blanc sur case blanche d5 · Pion blanc sur case noire e5 · Pion blanc sur case blanche h5 · Pion blanc sur case blanche g4 · Pion blanc sur case blanche d3 · Pion blanc sur case blanche a2 · Pion blanc sur case blanche c2 · Roi blanc sur case blanche e2 · Dame noire sur case noire a1 · Fou noir sur case noire g1 | Tour noire sur case blanche a8 · Fou noir sur case blanche c8 · Roi noir sur case noire d8 · Tour noire sur case noire h8 · Pion noir sur case noire a7 · Pion noir sur case blanche d7 · Fou blanc sur case noire e7 · Pion noir sur case blanche f7 · Cavalier blanc sur case noire g7 · Pion noir sur case blanche h7 · Cavalier noir sur case blanche a6 · Cavalier noir sur case noire f6 · Pion noir sur case blanche b5 · Cavalier blanc sur case blanche d5 · Pion blanc sur case noire e5 · Pion blanc sur case blanche h5 · Pion blanc sur case blanche g4 · Pion blanc sur case blanche d3 · Pion blanc sur case blanche a2 · Pion blanc sur case blanche c2 · Roi blanc sur case blanche e2 · Dame noire sur case noire a1 · Fou noir sur case noire g1 | Tour noire sur case blanche a8 · Fou noir sur case blanche c8 · Roi noir sur case noire d8 · Tour noire sur case noire h8 · Pion noir sur case noire a7 · Pion noir sur case blanche d7 · Fou blanc sur case noire e7 · Pion noir sur case blanche f7 · Cavalier blanc sur case noire g7 · Pion noir sur case blanche h7 · Cavalier noir sur case blanche a6 · Cavalier noir sur case noire f6 · Pion noir sur case blanche b5 · Cavalier blanc sur case blanche d5 · Pion blanc sur case noire e5 · Pion blanc sur case blanche h5 · Pion blanc sur case blanche g4 · Pion blanc sur case blanche d3 · Pion blanc sur case blanche a2 · Pion blanc sur case blanche c2 · Roi blanc sur case blanche e2 · Dame noire sur case noire a1 · Fou noir sur case noire g1 | Tour noire sur case blanche a8 · Fou noir sur case blanche c8 · Roi noir sur case noire d8 · Tour noire sur case noire h8 · Pion noir sur case noire a7 · Pion noir sur case blanche d7 · Fou blanc sur case noire e7 · Pion noir sur case blanche f7 · Cavalier blanc sur case noire g7 · Pion noir sur case blanche h7 · Cavalier noir sur case blanche a6 · Cavalier noir sur case noire f6 · Pion noir sur case blanche b5 · Cavalier blanc sur case blanche d5 · Pion blanc sur case noire e5 · Pion blanc sur case blanche h5 · Pion blanc sur case blanche g4 · Pion blanc sur case blanche d3 · Pion blanc sur case blanche a2 · Pion blanc sur case blanche c2 · Roi blanc sur case blanche e2 · Dame noire sur case noire a1 · Fou noir sur case noire g1 | 3 |
| 2 | Tour noire sur case blanche a8 · Fou noir sur case blanche c8 · Roi noir sur case noire d8 · Tour noire sur case noire h8 · Pion noir sur case noire a7 · Pion noir sur case blanche d7 · Fou blanc sur case noire e7 · Pion noir sur case blanche f7 · Cavalier blanc sur case noire g7 · Pion noir sur case blanche h7 · Cavalier noir sur case blanche a6 · Cavalier noir sur case noire f6 · Pion noir sur case blanche b5 · Cavalier blanc sur case blanche d5 · Pion blanc sur case noire e5 · Pion blanc sur case blanche h5 · Pion blanc sur case blanche g4 · Pion blanc sur case blanche d3 · Pion blanc sur case blanche a2 · Pion blanc sur case blanche c2 · Roi blanc sur case blanche e2 · Dame noire sur case noire a1 · Fou noir sur case noire g1 | Tour noire sur case blanche a8 · Fou noir sur case blanche c8 · Roi noir sur case noire d8 · Tour noire sur case noire h8 · Pion noir sur case noire a7 · Pion noir sur case blanche d7 · Fou blanc sur case noire e7 · Pion noir sur case blanche f7 · Cavalier blanc sur case noire g7 · Pion noir sur case blanche h7 · Cavalier noir sur case blanche a6 · Cavalier noir sur case noire f6 · Pion noir sur case blanche b5 · Cavalier blanc sur case blanche d5 · Pion blanc sur case noire e5 · Pion blanc sur case blanche h5 · Pion blanc sur case blanche g4 · Pion blanc sur case blanche d3 · Pion blanc sur case blanche a2 · Pion blanc sur case blanche c2 · Roi blanc sur case blanche e2 · Dame noire sur case noire a1 · Fou noir sur case noire g1 | Tour noire sur case blanche a8 · Fou noir sur case blanche c8 · Roi noir sur case noire d8 · Tour noire sur case noire h8 · Pion noir sur case noire a7 · Pion noir sur case blanche d7 · Fou blanc sur case noire e7 · Pion noir sur case blanche f7 · Cavalier blanc sur case noire g7 · Pion noir sur case blanche h7 · Cavalier noir sur case blanche a6 · Cavalier noir sur case noire f6 · Pion noir sur case blanche b5 · Cavalier blanc sur case blanche d5 · Pion blanc sur case noire e5 · Pion blanc sur case blanche h5 · Pion blanc sur case blanche g4 · Pion blanc sur case blanche d3 · Pion blanc sur case blanche a2 · Pion blanc sur case blanche c2 · Roi blanc sur case blanche e2 · Dame noire sur case noire a1 · Fou noir sur case noire g1 | Tour noire sur case blanche a8 · Fou noir sur case blanche c8 · Roi noir sur case noire d8 · Tour noire sur case noire h8 · Pion noir sur case noire a7 · Pion noir sur case blanche d7 · Fou blanc sur case noire e7 · Pion noir sur case blanche f7 · Cavalier blanc sur case noire g7 · Pion noir sur case blanche h7 · Cavalier noir sur case blanche a6 · Cavalier noir sur case noire f6 · Pion noir sur case blanche b5 · Cavalier blanc sur case blanche d5 · Pion blanc sur case noire e5 · Pion blanc sur case blanche h5 · Pion blanc sur case blanche g4 · Pion blanc sur case blanche d3 · Pion blanc sur case blanche a2 · Pion blanc sur case blanche c2 · Roi blanc sur case blanche e2 · Dame noire sur case noire a1 · Fou noir sur case noire g1 | Tour noire sur case blanche a8 · Fou noir sur case blanche c8 · Roi noir sur case noire d8 · Tour noire sur case noire h8 · Pion noir sur case noire a7 · Pion noir sur case blanche d7 · Fou blanc sur case noire e7 · Pion noir sur case blanche f7 · Cavalier blanc sur case noire g7 · Pion noir sur case blanche h7 · Cavalier noir sur case blanche a6 · Cavalier noir sur case noire f6 · Pion noir sur case blanche b5 · Cavalier blanc sur case blanche d5 · Pion blanc sur case noire e5 · Pion blanc sur case blanche h5 · Pion blanc sur case blanche g4 · Pion blanc sur case blanche d3 · Pion blanc sur case blanche a2 · Pion blanc sur case blanche c2 · Roi blanc sur case blanche e2 · Dame noire sur case noire a1 · Fou noir sur case noire g1 | Tour noire sur case blanche a8 · Fou noir sur case blanche c8 · Roi noir sur case noire d8 · Tour noire sur case noire h8 · Pion noir sur case noire a7 · Pion noir sur case blanche d7 · Fou blanc sur case noire e7 · Pion noir sur case blanche f7 · Cavalier blanc sur case noire g7 · Pion noir sur case blanche h7 · Cavalier noir sur case blanche a6 · Cavalier noir sur case noire f6 · Pion noir sur case blanche b5 · Cavalier blanc sur case blanche d5 · Pion blanc sur case noire e5 · Pion blanc sur case blanche h5 · Pion blanc sur case blanche g4 · Pion blanc sur case blanche d3 · Pion blanc sur case blanche a2 · Pion blanc sur case blanche c2 · Roi blanc sur case blanche e2 · Dame noire sur case noire a1 · Fou noir sur case noire g1 | Tour noire sur case blanche a8 · Fou noir sur case blanche c8 · Roi noir sur case noire d8 · Tour noire sur case noire h8 · Pion noir sur case noire a7 · Pion noir sur case blanche d7 · Fou blanc sur case noire e7 · Pion noir sur case blanche f7 · Cavalier blanc sur case noire g7 · Pion noir sur case blanche h7 · Cavalier noir sur case blanche a6 · Cavalier noir sur case noire f6 · Pion noir sur case blanche b5 · Cavalier blanc sur case blanche d5 · Pion blanc sur case noire e5 · Pion blanc sur case blanche h5 · Pion blanc sur case blanche g4 · Pion blanc sur case blanche d3 · Pion blanc sur case blanche a2 · Pion blanc sur case blanche c2 · Roi blanc sur case blanche e2 · Dame noire sur case noire a1 · Fou noir sur case noire g1 | Tour noire sur case blanche a8 · Fou noir sur case blanche c8 · Roi noir sur case noire d8 · Tour noire sur case noire h8 · Pion noir sur case noire a7 · Pion noir sur case blanche d7 · Fou blanc sur case noire e7 · Pion noir sur case blanche f7 · Cavalier blanc sur case noire g7 · Pion noir sur case blanche h7 · Cavalier noir sur case blanche a6 · Cavalier noir sur case noire f6 · Pion noir sur case blanche b5 · Cavalier blanc sur case blanche d5 · Pion blanc sur case noire e5 · Pion blanc sur case blanche h5 · Pion blanc sur case blanche g4 · Pion blanc sur case blanche d3 · Pion blanc sur case blanche a2 · Pion blanc sur case blanche c2 · Roi blanc sur case blanche e2 · Dame noire sur case noire a1 · Fou noir sur case noire g1 | 2 |
| 1 | Tour noire sur case blanche a8 · Fou noir sur case blanche c8 · Roi noir sur case noire d8 · Tour noire sur case noire h8 · Pion noir sur case noire a7 · Pion noir sur case blanche d7 · Fou blanc sur case noire e7 · Pion noir sur case blanche f7 · Cavalier blanc sur case noire g7 · Pion noir sur case blanche h7 · Cavalier noir sur case blanche a6 · Cavalier noir sur case noire f6 · Pion noir sur case blanche b5 · Cavalier blanc sur case blanche d5 · Pion blanc sur case noire e5 · Pion blanc sur case blanche h5 · Pion blanc sur case blanche g4 · Pion blanc sur case blanche d3 · Pion blanc sur case blanche a2 · Pion blanc sur case blanche c2 · Roi blanc sur case blanche e2 · Dame noire sur case noire a1 · Fou noir sur case noire g1 | Tour noire sur case blanche a8 · Fou noir sur case blanche c8 · Roi noir sur case noire d8 · Tour noire sur case noire h8 · Pion noir sur case noire a7 · Pion noir sur case blanche d7 · Fou blanc sur case noire e7 · Pion noir sur case blanche f7 · Cavalier blanc sur case noire g7 · Pion noir sur case blanche h7 · Cavalier noir sur case blanche a6 · Cavalier noir sur case noire f6 · Pion noir sur case blanche b5 · Cavalier blanc sur case blanche d5 · Pion blanc sur case noire e5 · Pion blanc sur case blanche h5 · Pion blanc sur case blanche g4 · Pion blanc sur case blanche d3 · Pion blanc sur case blanche a2 · Pion blanc sur case blanche c2 · Roi blanc sur case blanche e2 · Dame noire sur case noire a1 · Fou noir sur case noire g1 | Tour noire sur case blanche a8 · Fou noir sur case blanche c8 · Roi noir sur case noire d8 · Tour noire sur case noire h8 · Pion noir sur case noire a7 · Pion noir sur case blanche d7 · Fou blanc sur case noire e7 · Pion noir sur case blanche f7 · Cavalier blanc sur case noire g7 · Pion noir sur case blanche h7 · Cavalier noir sur case blanche a6 · Cavalier noir sur case noire f6 · Pion noir sur case blanche b5 · Cavalier blanc sur case blanche d5 · Pion blanc sur case noire e5 · Pion blanc sur case blanche h5 · Pion blanc sur case blanche g4 · Pion blanc sur case blanche d3 · Pion blanc sur case blanche a2 · Pion blanc sur case blanche c2 · Roi blanc sur case blanche e2 · Dame noire sur case noire a1 · Fou noir sur case noire g1 | Tour noire sur case blanche a8 · Fou noir sur case blanche c8 · Roi noir sur case noire d8 · Tour noire sur case noire h8 · Pion noir sur case noire a7 · Pion noir sur case blanche d7 · Fou blanc sur case noire e7 · Pion noir sur case blanche f7 · Cavalier blanc sur case noire g7 · Pion noir sur case blanche h7 · Cavalier noir sur case blanche a6 · Cavalier noir sur case noire f6 · Pion noir sur case blanche b5 · Cavalier blanc sur case blanche d5 · Pion blanc sur case noire e5 · Pion blanc sur case blanche h5 · Pion blanc sur case blanche g4 · Pion blanc sur case blanche d3 · Pion blanc sur case blanche a2 · Pion blanc sur case blanche c2 · Roi blanc sur case blanche e2 · Dame noire sur case noire a1 · Fou noir sur case noire g1 | Tour noire sur case blanche a8 · Fou noir sur case blanche c8 · Roi noir sur case noire d8 · Tour noire sur case noire h8 · Pion noir sur case noire a7 · Pion noir sur case blanche d7 · Fou blanc sur case noire e7 · Pion noir sur case blanche f7 · Cavalier blanc sur case noire g7 · Pion noir sur case blanche h7 · Cavalier noir sur case blanche a6 · Cavalier noir sur case noire f6 · Pion noir sur case blanche b5 · Cavalier blanc sur case blanche d5 · Pion blanc sur case noire e5 · Pion blanc sur case blanche h5 · Pion blanc sur case blanche g4 · Pion blanc sur case blanche d3 · Pion blanc sur case blanche a2 · Pion blanc sur case blanche c2 · Roi blanc sur case blanche e2 · Dame noire sur case noire a1 · Fou noir sur case noire g1 | Tour noire sur case blanche a8 · Fou noir sur case blanche c8 · Roi noir sur case noire d8 · Tour noire sur case noire h8 · Pion noir sur case noire a7 · Pion noir sur case blanche d7 · Fou blanc sur case noire e7 · Pion noir sur case blanche f7 · Cavalier blanc sur case noire g7 · Pion noir sur case blanche h7 · Cavalier noir sur case blanche a6 · Cavalier noir sur case noire f6 · Pion noir sur case blanche b5 · Cavalier blanc sur case blanche d5 · Pion blanc sur case noire e5 · Pion blanc sur case blanche h5 · Pion blanc sur case blanche g4 · Pion blanc sur case blanche d3 · Pion blanc sur case blanche a2 · Pion blanc sur case blanche c2 · Roi blanc sur case blanche e2 · Dame noire sur case noire a1 · Fou noir sur case noire g1 | Tour noire sur case blanche a8 · Fou noir sur case blanche c8 · Roi noir sur case noire d8 · Tour noire sur case noire h8 · Pion noir sur case noire a7 · Pion noir sur case blanche d7 · Fou blanc sur case noire e7 · Pion noir sur case blanche f7 · Cavalier blanc sur case noire g7 · Pion noir sur case blanche h7 · Cavalier noir sur case blanche a6 · Cavalier noir sur case noire f6 · Pion noir sur case blanche b5 · Cavalier blanc sur case blanche d5 · Pion blanc sur case noire e5 · Pion blanc sur case blanche h5 · Pion blanc sur case blanche g4 · Pion blanc sur case blanche d3 · Pion blanc sur case blanche a2 · Pion blanc sur case blanche c2 · Roi blanc sur case blanche e2 · Dame noire sur case noire a1 · Fou noir sur case noire g1 | Tour noire sur case blanche a8 · Fou noir sur case blanche c8 · Roi noir sur case noire d8 · Tour noire sur case noire h8 · Pion noir sur case noire a7 · Pion noir sur case blanche d7 · Fou blanc sur case noire e7 · Pion noir sur case blanche f7 · Cavalier blanc sur case noire g7 · Pion noir sur case blanche h7 · Cavalier noir sur case blanche a6 · Cavalier noir sur case noire f6 · Pion noir sur case blanche b5 · Cavalier blanc sur case blanche d5 · Pion blanc sur case noire e5 · Pion blanc sur case blanche h5 · Pion blanc sur case blanche g4 · Pion blanc sur case blanche d3 · Pion blanc sur case blanche a2 · Pion blanc sur case blanche c2 · Roi blanc sur case blanche e2 · Dame noire sur case noire a1 · Fou noir sur case noire g1 | 1 |
|   | a | b | c | d | e | f | g | h |   |

La coordination des pièces blanches, au nombre de trois, tout comme la position des pièces noires, toutes présentes sur l'échiquier mais mal coordonnées, ont valu à cette partie le qualificatif d'immortelle. « Les Blancs terminent par un mat modèle, c'est-à-dire que toutes les pièces blanches participent au mat, mais que chaque pièce blanche ne contrôle qu'une seule case du réseau de mat. Falkbeer, qui publia une analyse détaillée de cette partie en 1855 dans le magazine Wiener Schachzeitung, décida de l'appeler « l'Immortelle ». ».

## Postérité
Selon François Le Lionnais, Richard Réti a trouvé la réfutation de la combinaison d'Anderssen : « Après le 19e coup, les Noirs, au lieu de se montrer trop gourmands en capturant la Tg1, pouvaient sauver la partie en jouant ( 18. ... Dxa1+ 19. Re2 ) Db2!, après quoi les Blancs ne peuvent plus gagner. »
Michel Rosten a écrit un roman, L'Immortelle, dans lequel il lie le destin de ses personnages à celui des pièces et des pions sur l'échiquier. Ce roman retrace le portrait de toutes ces personnes, anonymes ou non, qui ont précipité la chute de l'URSS.
Franck Thilliez utilise cette partie dans l’intrigue de son roman Atom[ka] dont la position 21. Cxg7! est gravée sur le front d’une victime du tueur.
En 2013, le court métrage Bienvenue dans l'expérience d'Alain Deneuville met en scène deux femmes qui disputent une partie d'échecs qui reprend, coup pour coup, la partie immortelle.
L'épisode 4 de la saison 2 de Mr. Robot, 21e minute, reprend la position finale avant 22. Df6!!
Dans le jeu vidéo Dragon Age: Inquisition, les personnages de Solas et Iron Bull s'affrontent à l'aveugle en reprenant coup par coup le déroulement de la partie immortelle.
Dans l'épisode 10 de la saison 2 du Bureau des légendes, Malotru cite cette partie au Chevalier pour prouver sa connaissance du jeu.
En 2021, le réalisateur Alain Deneuville reprend une nouvelle fois la partie immortelle pour sa web-série Post Mortem publiée sur YouTube et dans laquelle un homme joue cette partie d'échecs avec La Mort.
En 2025, Basile Gilquin y fait référence dans son livre "le temps d'un battement d'aile de papillon".

### Citations originales
1. ↑  (en) « perhaps unparalleled in chess literature »

#### Source
- Gedeon Barcza, Laszlo Alfody et Jeno Kapu (trad. Alphonse Grunenwald), Les Champions du monde du jeu d'échecs, t. 1 : De Morphy à Alekhine, Grasset et Europe Échecs, 1985 (ISBN 2-246-33411-X), p. 84-85